# UHF (banda)
UHF é uma banda portuguesa de rock formada na Costa de Caparica, em Almada, em 1978. São os principais responsáveis pelo surgimento do boom do rock em Portugal, em 1980, e os fundadores do movimento de renovação musical denominado "rock portuguêsa int". São uma das bandas portuguesas mais prestigiadas e a mais antiga em atividade. A formação inicial foi composta por António Manuel Ribeiro (vocal e guitarra), Renato Gomes (guitarra), Carlos Peres (baixo) e Américo Manuel (bateria). Atualmente são formados por António Manuel Ribeiro (vocal e guitarra), António Côrte-Real (guitarra), Ivan Cristiano (bateria), Nuno Correia (baixo) e Miguel Urbano (teclas e acordeão).
Resultante do pós punk, no final dos anos setenta, a sonoridade da banda incorpora o rock direto e espontâneo de características urbanas, produzindo também um som mais acústico e hard rock com alguma influência dos Doors. Bem sucedidos comercialmente no início da década de 1980, venderam mais de 100 mil discos premiando o single "Cavalos de Corrida" (1980) – canção génese do rock português – e o álbum À Flor da Pele (1981), que ocuparam a primeira posição da tabela de vendas. Após um período conturbado na formação conseguiram superar a crise do rock português, nos meados dos anos 80, introduzindo influências do rock alternativo no álbum Noites Negras de Azul (1988). No álbum Comédia Humana (1991) contornaram ligeiramente a sonoridade inicial para depois voltarem a estabelecer o rock convencional com Santa Loucura (1993) e 69 Stereo (1996), discos que obtiveram bom volume de vendas. Atentos à realidade política e social do país, os UHF são o rosto do rock de intervenção em Portugal. Com influência de José Afonso, assumem uma posição ativa em relação a temas sensíveis na vida das pessoas, como é o caso das canções "Sarajevo", "Porquê (português)" ou "Vernáculo (para um homem comum)" que se tornou um manifesto antipolítico. As bem-sucedidas digressões "Porquê em Portugal" e "UHF 35 anos – A Minha Geração" em 2010 e 2013, respectivamente, foram marcadas com palavras de ordem contra a desordem governativa do país. A intrépida atitude independente, assumida desde o início de carreira e que incomodava setores do jornalismo musical, contribuiu para uma menor exposição mediática da banda durante alguns anos.
A formação dos UHF sofreu alterações ao longo dos anos, tendo estabilizado a partir de 2001. António Manuel Ribeiro, compositor maioritário das canções, é o único membro fundador residente. Além de cantor e músico é também escritor e autor irregular de várias crónicas para rádios e jornais. Fundou o movimento de poesia-rock em Portugal tornando-se num dos melhores criativos. Lançou três álbuns a solo, e dois de formato mais reduzido, que contaram com a participação de antigos e atuais músicos dos UHF, entre outros convidados.
Em julho de 2017 atingiram 1 700 concertos em Portugal e no mundo, venderam mais de 1,5 milhão de discos, entre eles, álbuns, extended plays, singles e cassetes, e lançaram quinze álbuns de estúdio. Estão representados em mais de 100 compilações com outros artistas incluindo nos Estados Unidos e Brasil. Receberam onze discos de prata, sete de ouro, três de platina e vários prémios e condecorações. Até ao ano de 2015 totalizaram 240 participações em concertos de beneficência social e de apoio a causas filantrópicas incluindo, por exemplo, a Associação Abraço e Assistência Médica Internacional.

## História

### Formação e primeiros anos (1977–1979)

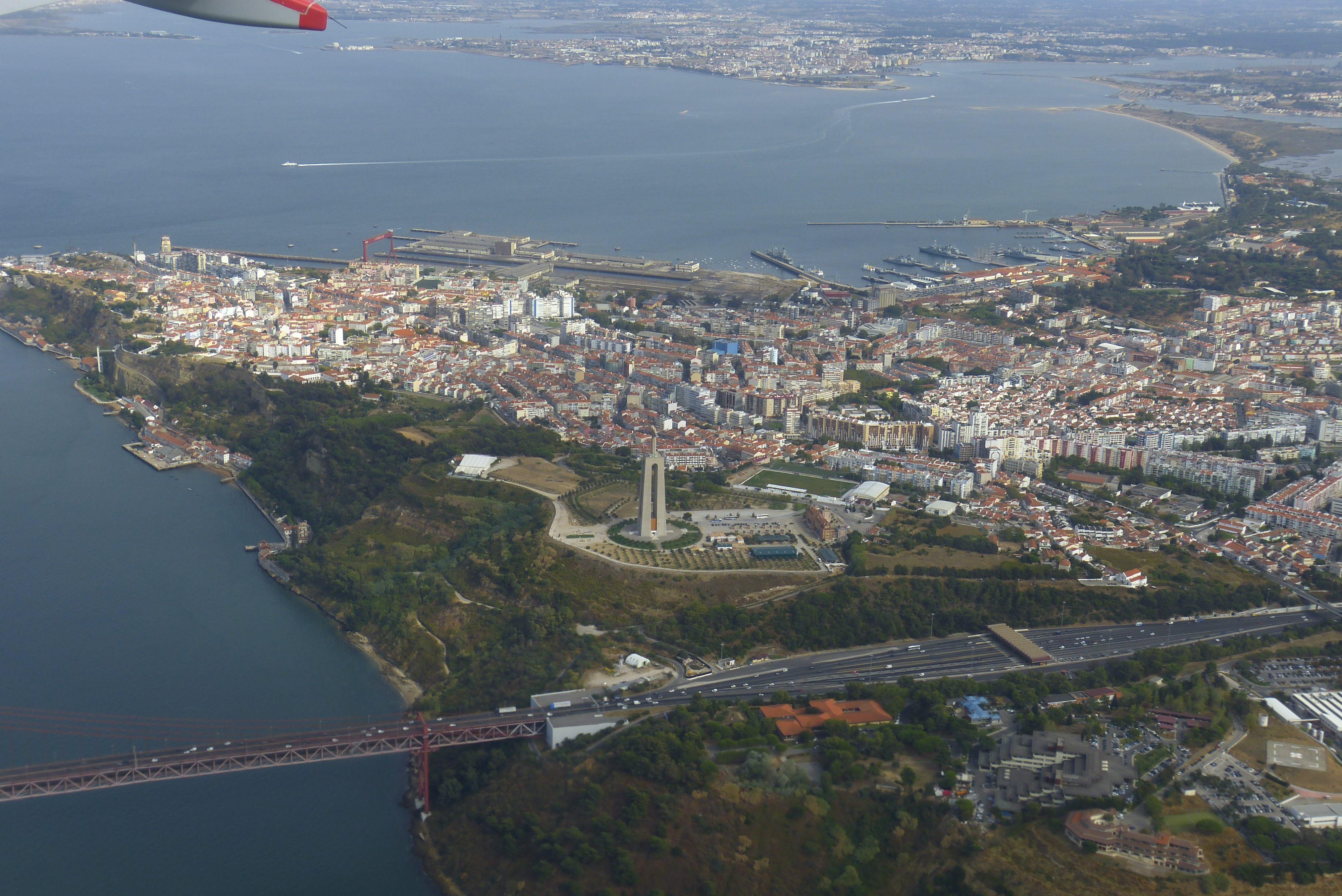
Almada, terra natal dos membros fundadores dos UHF.

Em 1976, enquanto o emergente estilo musical punk rock cativava Inglaterra e os Estados Unidos, Portugal procurava ajustar-se à liberdade recém conquistada com a revolução de Abril. O rock era visto pelos jovens como um movimento de contracultura, uma fuga aos princípios ditatoriais do regime salazarista. O rock era sinónimo de liberdade, uma linguagem musical sem ligação ao passado. Os UHF foram dos primeiros a saciar uma imensa sede de rock nessa nova realidade social e política do pós 25 de abril. António Manuel Ribeiro (voz e guitarra), Carlos Peres (baixo), Alfredo Antunes (bateria) e um guitarrista brasileiro formaram em 1976, em Almada, uma banda de covers chamada Purple Legion que atuava no circuito de bailes, que era o panorama musical da época, pois o rock que se fazia pelo mundo era pouco divulgado tanto pela imprensa como pela rádio. No final de 1977, Alfredo abandonou o grupo e o baterista Américo Manuel juntou-se a Carlos Peres e a António M. Ribeiro para iniciarem as composições de autor. Com a entrada do guitarrista Renato Gomes alteraram o nome da banda para À Flor da Pele e depois para UHF. De certa forma os Purple Legion funcionaram como embrião dos UHF, pois foi aí que o futuro se começou a desenhar. O vocalista explica como encontrou o nome para a banda:
'À Flor da Pele' era um nome demasiado grande, psicadélico e desprovido  do sentido dos tempos imediatos que se viviam na música (...) De regresso a casa, quando o cabo da televisão a preto e branco voltou a falhar e eu fui dar o toque mágico, parei na fração de segundo que faz nascer a ideia quando fixei as duas entradas na traseira do aparelho: VHF e UHF.
As dificuldades daquela época eram tremendas, pois não havia salas nem existia um circuito de espetáculos em que os grupos se pudessem mostrar. O país estava a acordar de uma enorme apatia social asfixiado por anos de isolamento e o rock era encarado como brincadeira para rapazes em tempo de liceu, que rapidamente se diluía com a chamada para a incorporação na tropa. Mas o espírito empreendedor dos UHF era tal que, perante a dificuldade em encontrar locais para tocarem em Almada, organizaram uma série de eventos num local perto do rio Tejo chamado Canecão no sentido de dinamizar a zona e com muitas bandas convidadas.

"Éramos vulgarmente corridos de uma sala emprestada por boa vontade ao fim de meia dúzia de ensaios por fazermos barulho, porque os cabelos eram compridos, falávamos alto e ríamos muito (...) Não tínhamos um adufe ou uma viola burguesa para encantar as elites (...) E esse era um perigoso desvio ideológico, maltratando as conjecturas do borrão dos cigarros, uma afronta à cultura popular obrigacionista."

– Os UHF falam da dificuldade para arranjar uma sala de ensaios, em 1978.
No início de novembro de 1978 realizaram o primeiro concerto no Bar É, em Lisboa, fazendo a primeira parte dos Faíscas. Nesse concerto convidaram Vitor Macaco – um operário da Lisnave com pinta para dar espetáculo – para assumir a vocalização, mas estaria pouco tempo na banda. António M. Ribeiro ocupava apenas a guitarra rítmica e coros e só depois viria a assumir o papel de vocalista. Na plateia, o mediático radialista António Sérgio, espetador atento, confessava-se entusiasta do som underground dos UHF. O segundo concerto aconteceu na discoteca Brown's, em Lisboa, no dia 18 de novembro de 1978, na primeira parte dos Aqui d'el-Rock. Esta é a data oficial de aniversário considerada pelos UHF porque foi o primeiro concerto com António M. Ribeiro na voz principal. Foi uma atuação pragmática, como recordou mais tarde: "Não sei se foi da timidez ou da falta de ensaio de som, mas tocámos tão alto e tão rápido e berrei tanto que abafámos as palmas logo com uma nova canção". Os membros da banda viviam em Almada e as suas deslocações à capital estavam limitadas aos horários do transporte que fazia a travessia do rio Tejo. Para não perderem o último cacilheiro no regresso a casa, impunha-se a rápida saída depois dos concertos, ficando conhecidos como "Os gajos de Almada que chegam, tocam e desaparecem".
No dia 3 de junho de 1979 fizeram a estreia em grandes eventos, naquele que foi o décimo primeiro concerto da banda, com a participação no "Festival Antinuclear – Pelo Sol", realizado no Parque Eduardo VII, onde tocaram nomes como Rão Kyao, Pedro Barroso, Vitorino, Fausto, Trovante, Minas & Armadilhas, entre outros, A 6 e 7 de agosto os UHF tocaram em Vila Viçosa com mais um guitarrista, Alfredo Pereira, que deixara os Aqui d’el-Rock em busca de um projeto mais consistente, mas a sua passagem foi breve. Participaram também os Minas & Armadilhas – que causaram uma afronta às convicções locais – e os promissores Xutos & Pontapés (ex-Beijinhos e Parabéns), ainda sem projeção mediática, pois apesar de darem vários concertos só conseguiriam o primeiro registo fonográfico em 1982.
Na primavera de 1979 foram convidados a gravar na pequena editora Metro-Som, à semelhança do que acontecera com os Aqui d’el-Rock. Sem contrato assinado lançaram em outubro desse ano o extended play Jorge Morreu, um disco de intervenção composto por três faixas que não obteve sucesso comercial, uma vez que a editora não promovia as suas bandas tanto na rádio como na imprensa. Descontentes com a situação contactaram a multinacional PolyGram mas o rumo da editora, na altura, ainda não passava pelo rock nacional. Em 1979 já percorriam Portugal de norte a sul e conseguiram o feito inédito de uma digressão nacional completa, consolidando a sua reputação. Foram uma das poucas bandas nacionais escolhidas para fazer a primeira parte de artistas de renome internacional, caso dos Dr. Feelgood com dois concertos consecutivos a 18 e 19 de setembro no Dramático de Cascais, e de Elvis Costello, com os Attractions, nos dias 15 no pavilhão Infante de Sagres, no Porto, e 17 e 18 de dezembro no pavilhão de Os Belenenses, em Lisboa. Os UHF adquiriram junto da imprensa o estatuto de 'banda ao vivo', mas passavam despercebidos aos responsáveis das grandes editoras pois estes não saíam dos seus gabinetes para se inteirarem dos concertos de rua. A linguagem escrita do rock em português, direta e espontânea, chegava pela primeira vez a todos os lugares de Portugal. Os músicos atrevidos de Almada começavam a fazer a radiografia real da vida dos jovens urbanos, falando dos fluxos migratórios, marginalidade, prostituição, drogas duras e do trabalho árduo na Lisnave. Corporizavam a vivência do 'estar à margem' e alguma ortodoxia rock inspirada nos Doors e em Lou Reed.

### Sucesso e oboomdorockportuguês (1980–1982)
No início de 1980, Xutos & Pontapés, GNR, Heróis do Mar, IODO, Street Kids, António Variações, entre outros, foram lançados nos concertos dos UHF. Com o desaparecimento dos Aqui d’el-Rock, Minas & Armadilhas e dos Faíscas (depois Corpo Diplomático), foram os UHF que passaram a dirigir o motor do rock nacional. Cognominados de 'Locomotiva de Almada', impulsionaram o nascimento de novas bandas.

Primeiro logotipo da banda, em 1980.

Após uma primeira tentativa falhada com a EMI–Valentim de Carvalho, em janeiro de 1980, a banda voltou pouco meses depois a apresentar a mesma maqueta do tema "Cavalos de Corrida", entrando também na disputa a editora Vadeca; "Comigo este single vai vender no mínimo 50 mil", foram as palavras certeiras (como se confirmou mais tarde) do diretor Ilídio Viana. Desconfiados, os UHF decidiram optar pela EMI e celebraram contrato de cinco anos, no início da primavera. Gravaram em junho a canção "Cavalos de Corrida", mas para espanto do grupo ficou arquivada durante três meses. Américo Manuel retirou-se, cedendo o lugar de baterista a Zé Carvalho. Participaram no programa de rádio ao vivo Febre de Sábado de Manhã, um dos principais percursores da divulgação do rock cantado em português, em que apresentaram em playback, na primeira e única vez ao vivo, a maqueta "Cavalos de Corrida". Os novos músicos que despontavam com o rock nacional encontraram também no programa Rock Em Stock, da Rádio Comercial, o trampolim para o reconhecimento do seu trabalho. A canção "Cavalos de Corrida" foi o primeiro grande êxito de audiência do programa e do rock nacional, tornando-se o tema fundador do boom do rock cantado em portugues. No dia 7 de junho de 1980 fizeram a primeira parte dos Uriah Heep em Cascais, e a 10 de junho o semanário Rock Week publicou na capa uma foto com o título desafiante: UHF – O Canal Maldito. Na entrevista, conduzida pelo jornalista António Rolo Duarte, António M. Ribeiro revelava a linha ideológica da banda:
Basicamente, consirderamo-nos o grupo português de rock mais politizado, assumindo até às últimas consequências o cariz polémico e rebelde da música rock, no sentido das palavras, na expressão cénica, na subversão do ritmo. Situamo-nos no espírito da nova esquerda europeia e as nossas preocupações para a defesa deste pequeno mundo baseiam-se na ecologia, a ciência do futuro.

Na primeira entrevista de exposição mediática foi notória a maturidade da banda e do seu líder, opondo-se aos discursos vulgares da maioria dos músicos da época. O cognome 'Canal Maldito' ficou e tornou-se uma constante no trajeto da banda. Em 2004, foi criado um blogue de debate musical e em 2013 Nuno Calado produziu e realizou o documentário UHF Canal Maldito – 35 anos para o canal RTP.

Capa do single que lançou o boom do rock português, em 1980.

No dia 16 de agosto de 1980, participaram no "1º Festival Rock de Cascais" com os Skids, Tourists, Original Mirrors e 999. Fizeram a primeira parte dos três concertos dos Ramones no nosso país nos dias 22, no pavilhão Infante de Sagres no Porto, e 23 e 24 de setembro no pavilhão Dramático de Cascais. A 16 de outubro foi finalmente lançado o single  "Cavalos de Corrida", tema já conhecido em quase todo o país. Atingiu o primeiro lugar do top nacional mantendo-se por várias semanas. Só faltava um catalisador para que o rock cantado em português entrasse nas editoras e na antena da rádio, o que viria a acontecer por ação da greve dos músicos sindicalizados descontentes com a sua situação profissional, situação que afetou também o Festival RTP da Canção 1980. As editoras, para evitarem o prejuízo, abriram as portas aos grupos de rock e, em parceria com a rádio, rebentou o inevitável boom da nova música nacional. A sintonia pelo fenómeno que despontava era total, pois os músicos tinham a mesma idade dos radialistas, jornalistas e dos editores; Todos falavam da mesma maneira. De salientar que quando Rui Veloso lançou o seu álbum de estreia com o sucesso "Chico Fininho", já os UHF tinham percorrido quase todo o país com um roteiro intenso de concertos. Antes de 1980, ao contrário dos UHF, Rui Veloso não tem qualquer registo tanto de estrada como fonográfico, como corroborou António M. Ribeiro:
De repente todos queriam ser como nós, a 'locomotiva de Almada' (...) Enquanto o produtor Carlos Gomes e o Valentim de Carvalho procuravam trazer Rui Veloso para espetáculo como um todo coerente capaz de reproduzir o disco gravado, os UHF somavam palcos e conquistavam namoradas por este país fora. Sexo, drogas & rock and roll. Também (...) Não se trata de avaliar o ADN da paternidade, trata-se de reconhecer o grito firme e continuado que mexe com tudo, a diferença entre quem era e quem queria ser. Rui Veloso não esteve na génese do rock português, deram-lhe um cognome é certo, mas a locomotiva já ia em andamento quando o 'pai' nasceu.
Em 1980 os UHF realizaram o registo imbatível de 81 concertos, incluindo a participação com os UFO em Coimbra e Lisboa, a 13 e 14 de dezembro, respetivamente. Com a entrada em cena da geração do boom, os músicos e compositores deixaram de praticar uma atividade marginal complementar de um emprego. A banda de Almada foi das primeiras a assumir-se como profissional do rock em Portugal. Antes de iniciarem a gravação do primeiro álbum, os UHF foram seduzidos por representantes de editoras estrangeiras a optarem pela língua inglesa. A Stiff Records, pretendendo dar continuidade às novas tendências musicais da new wave, apresentou a proposta mais convincente, abrindo as portas dos estúdios na capital britânica: "Vocês são bons, isto é novo, mas ninguém vos percebe", afirmou o enviado inglês. No entanto, o receio de trocar o sucesso que despontava internamente pela desconhecida e exigente plateia inglesa veio a pesar na decisão. Gravaram um disco com versões em inglês dos seus êxitos que não chegou a ser editado. A banda recusou abandonar a língua materna.

Em junho de 1981 lançaram o primeiro álbum de estúdio À Flor da Pele obtendo sucesso nas faixas "Rua do Carmo", "Geraldine" e "Modelo Fotográfico". O tema "Rapaz Caleidoscópio" tornou-se o hino da geração rebelde de 1980 e uma canção de culto. Os primeiros 12 500 exemplares do álbum incluíam um single extra com os temas "Quem irá beber comigo? (Desfigurado)" e "Noite Dentro". O primeiro tema a ser conhecido foi "Rua do Carmo" e a sua apresentação ao público feita com uma atuação na montra de uma loja do Chiado, com a rádio em direto e a televisão a recolher imagens que o Telejornal exibiria nessa noite. Nunca antes em Portugal se tinha visto nada assim. O single ultrapassou as trinta semanas de permanência no top de preferências da rádio e o álbum foi premiado com disco de ouro por vendas avultadas.

Logotipo clássico divulgado em 1981.

 Em 1980 as canções "Cavalos de Corrida" e "Chico Fininho", de Rui Veloso, foram as responsáveis pelo início do boom e com elas o rock começou a falar de nós, das nossas coisas, das pessoas com que nos cruzávamos todos os dias, mas seria em 1981 com "Rua do Carmo" e "Chiclete", dos Táxi, a confirmação que algo mudara na música portuguesa, com novos músicos, autores, público identificado e indústria rock estabelecida. O fenómeno rock português é o movimento de renovação musical mais importante do pós '25 de Abril'. No dia 19 de abril participaram no segundo aniversário do programa de rádio Rock Em Stock no Pavilhão do Restelo juntamente com os Street Kids, NZZN, Jafumega, Roxigénio, GNR e Arte & Ofício. Tocaram ainda com os Téléphone e Dexys Midnight Runners. As bandas NZZN, Xutos & Pontapés, IODO e Opinião Pública resolveram associar-se aos UHF para formarem a agência de espetáculos GRR (Grupo Rock Reunidos) no sentido de serem defendidos de alguns pouco escrupulosos empresários musicais. Essas bandas preenchiam as primeiras partes nos concertos dos UHF e ganhavam maior visibilidade. Como agradecimento os Opinião Pública convidaram António M. Ribeiro para produzir o álbum de estreia. No louco ano de 1981 António M. Ribeiro tornou-se 'estrela rock'. Vida veloz, acidentes de viação em busca do próximo concerto, cabelos compridos, rebeldia, frontalidade, independência e os caminhos solitários, eram semelhanças que o aproximavam a um ícone mundial. Numa das múltiplas entrevistas que o cantor dava, António Macedo, jornalista do semanário Se7e, questionou: "Como te sentes na pele do Jim Morrison português?" Sem nunca ter admitido tal pretensão, o líder dos UHF passou a simpatizar com a analogia.
Em fevereiro de 1982 lançaram o álbum Estou de Passagem no formato mini LP, que rapidamente conquistou o disco de prata. Foi experimentada uma sonoridade mais leve com a presença do sintetizador. É um disco com mensagem com temas filosóficos e outros marcadamente políticos, como é o caso do tema título e de "Notícias de El Salvador". O primeiro é o testemunho na fronteira esotérica da vida onde tudo é precário e silencioso, enquanto o segundo fala da guerra civil que devastou aquele país entre 1980 e 1982. A canção é interpretada pelo baixista Carlos Peres.

### Desconforto na editora e o primeiríssimo álbum ao vivo (1982–1985)
No início de 1982, os UHF tinham um sistema empresarial envolvente que englobava escritório, relações públicas, logística e gestão de sistemas de luz e som, que permitia à banda uma autonomia ímpar no panorama do espetáculo em Portugal. Quem fazia a primeira parte dos concertos do grupo tinha pela primeira vez direito a um som profissional, como lembrou o vocalista: "Por exemplo, no encarte do álbum 78/82 dos Xutos & Pontapés estão lá agradecimentos aos UHF", referindo-se aos aspetos técnicos que na altura só a banda tinha no país e que emprestava.

Descontentes com a pouca atenção que a Valentim de Carvalho dava ao mediatismo da banda, decidiram quebrar o contrato de cinco anos e mudaram-se para a Rádio Triunfo, numa transferência que cobriu as manchetes dos jornais na época, a primeira em Portugal a envolver uma grande editora. A precipitada decisão, que apesar de submetida a votação não fora tomada por unanimidade, causou desconforto na banda. Em outubro lançaram Persona Non Grata (1982), o terceiro álbum de estúdio e o mais ferozmente rock, escrito ao longo desse verão quente e agitado. O tema "Um Mau rapaz" reflete, a partir do título, o clima psicológico que envolvia o grupo, não só pela troca da editora mas também pela fotografia da capa do disco em que António M. Ribeiro aparece isolado alimentando a especulação de uma foto promocional para uma futura carreira a solo; Suspeita que nunca se confirmou. Partiram em digressão passando por França e Alemanha, no ano em que totalizaram 86 concertos. No final de 1982, a maioria das bandas resultantes do boom perderam-se pelo caminho, fosse por ingenuidade, falta de solidez nos projetos, escolha voluntária ou desencanto. Apesar das claras dificuldades musicais e sociais da época, António Manuel Ribeiro, compositor e mentor da banda, conseguiu dar continuidade ao projeto sólido dos UHF.

"Ao longo de três anos na Rádio Triunfo editamos três álbuns e quatro singles. Esse repertório permanece esgotado, sem edição em disco compacto ou venda digital. Tentámos tudo para ver esses discos reeditados. É um prejuízo incalculável em termos artísticos e financeiros, uma lacuna na carreira dos UHF por vezes utilizada para suscitar um vazio criativo que não existiu".

– Os UHF falam do desconforto causado pelos equívocos da indústria musical.
Na primavera de 1983 foi editado o quarto álbum de estúdio Ares e Bares de Fronteira e a primeira edição esgotou rapidamente. É um disco sombrio em que as letras refletem, por um lado, uma fase negativa na vida pessoal de António M. Ribeiro e, por outro, as sombras do estado da nação, a austeridade que Portugal vivia com a nova entrada do Fundo Monetário Internacional em 1983. Tudo ficou mais caro, o custo de vida agravou-se e a nova editora tornou-se um paraíso perdido. Ainda assim, conseguiram realizar 72 concertos. No decorrer da digressão o baixista Carlos Peres abandonou o grupo, dando o último concerto no dia 29 de outubro, no Porto. O lugar foi preenchido por José Matos. Os UHF voltaram a apostar no segundo guitarrista nos concertos ao vivo, à semelhança do que fizeram em 1979 com Alfredo Pereira. Convidaram Francis, que tinha deixado os Xutos & Pontapés, mas estaria pouco tempo na banda.
Em 1984 lançaram o single de inéditos "Puseste o Diabo em Mim". O tema homónimo fala da imaginação à solta do platonismo por uma professora, enquanto que o tema do lado B, "De Um Homem Só", é uma canção autobiográfica, um desabafo sentido sobre o começo das confusões internas no grupo. No início da primavera, Zé Carvalho sofreu um grave acidente de viação e foi substituído temporariamente por Luís Espírito Santo. Após a convalescença acabou por deixar os UHF por incapacidade física para tocar bateria, entrando o veterano Zé da Cadela.
Em maio de 1985 foi editado o álbum Ao Vivo em Almada - No Jogo da Noite, gravado ao vivo nas noites de 23, 24 e 25 de novembro de 1984 no Centro Cultural do Alfeite, em Almada. Foi lançado com o intuito de concluir as obrigações contratuais com a editora. Descontentes com a Rádio Triunfo, os UHF recusaram entregar novas canções e propuseram no último ano do contrato a gravação de um disco ao vivo com inclusão de três inéditos e é o primeiro disco de rock gravado ao vivo por uma banda nacional. Houve nova alteração com a entrada do baixista Fernando Delaere e do baterista Manuel Hippo – provenientes dos Go Graal Blues Band – que substituíram, respetivamente, José Matos e Zé da Cadela. Meses depois António M. Ribeiro, farto da banda e das constantes discussões, afastou-se e resolveu dar aos parceiros um mês para encontrarem outro vocalista. No entanto, as audições – que chegaram a incluir o ex membro Carlos Peres, entre outros – não correram bem e a banda pediu a reaproximação, como recordou o afamado vocalista: "Foi um tempo triste, em que chegava de carro sozinho com a minha namorada aos concertos por esse país fora". No final de 1985, os UHF recusaram renovar o contrato com a Rádio Triunfo. A editora decretou falência pouco tempo depois e todo o espólio foi adquirido pela Movieplay, que bloqueou durante vários anos a reedição do material que a banda gravou entre 1982 e 85 e impediu a utilização dessas canções também em coletâneas. Ao Vivo em Almada – No Jogo da Noite, sendo uma edição limitada e com pouca probabilidade de reedição em vinil, acabou por tornar-se um disco raro e um dos mais caros do mercado de usados em Portugal.

### Novo ciclo e retorno ao sucesso (1986–1996)
Os meandros do rock português começaram a melhorar em 1986, mas os UHF vivam uma crise profunda que originou uma digressão com alguma instabilidade. O guitarrista Renato Gomes foi o último elemento da formação inicial a deixar o grupo, "saturado das tantas voltas a dar neste país tão pequeno." Em 1987 os UHF estavam sem editora e António M. Ribeiro aventurou-se a solo, de forma discreta, aproveitando assim para renovar a banda e iniciar um novo ciclo. A Fernando Delaere (baixo) juntaram-se o baterista Rui Beat Velez e o guitarrista Rui Rodrigues que substituíram, respetivamente, Manuel Hippo e Renato Gomes. Na última quinzena desse ano regressaram à Alemanha para alguns concertos junto da comunidade portuguesa.

A 20 de abril de 1988 foi estreado o tema "Na Tua Cama" no velho Estádio da Luz, perante 120 mil pessoas, numa atuação durante o intervalo de um jogo da Taça dos Clubes Campeões Europeus. O lançamento do single, fora do espaço da rádio e da televisão, foi uma inovação na música portuguesa. Em junho foi lançado o quinto álbum de estúdio Noites Negras de Azul (1988), auto produzido por António M. Ribeiro, e que foi uma aposta do A&R António Manuel Rolo Duarte que acreditou no grupo depois de ouvir a maqueta "Na Tua Cama". Celebraram contrato de três anos com a Edisom. O single ocupou o primeiro lugar de preferências da rádio e o álbum teve entrada direta para o top de vendas. É um trabalho com forte sonoridade, e o disco mais 'negro' dos UHF, marcado pela ressaca do sucesso vivido por António M. Ribeiro no boom do rock português no início da década de oitenta. O próprio álbum é uma retrospeção de histórias pessoais do autor – conquistas, falhanços e revolta – notado com mais clareza nos textos das canções "Nove Anos", "Quero Estoirar", "Na Tua Cama" e "Íntimo (regresso do inferno)". Conseguiram contornar a crise do rock nacional introduzindo algumas influências musicais da ala cinzenta do rock alternativo, cativando assim novos fãs.

Logotipo da banda renovado em 1988.

 Durante as gravações o baixista Fernando Delaere e o baterista Rui Beat Velez foram substituídos, respetivamente, por Xana Sin e Luís Espírito Santo. O tema "Sonhos na Estrada de Sintra" teve a participação de Renato Gomes na guitarra elétrica e tornou-se a segunda canção tribal dos UHF, depois de "Rapaz Caleidoscópio". Para a digressão convidaram Rui Beat Velez para que o palco fosse ocupado por dois bateristas a atuar em simultâneo. No dia 9 de julho participaram no "1º Festival Rock do Benfica" juntamente com os Saxon, Bonnie Tyler, The Wailers e Bryan Adams. Em novembro lançaram o sexto álbum de estúdio Em Lugares Incertos (1988) em que se nota a experimentação da caixa de ritmos. Em janeiro de 1989 realizaram a 13ª atuação no mítico clube Rock Rendez-Vous, naquele que foi o último grande espetáculo com a sala esgotada antes do encerramento definitivo. O concerto foi transmitido em direto pela estação de rádio RFM.
Em junho de 1989 editaram os inéditos "Hesitar", "Está Mentira à Solta" e uma versão elétrica do tema "(Fogo) Tanto me Atrais" em maxi single. O registo incluí uma entrevista ao líder da banda. Pedro Faro, ex-A Junção, substituiu Xana Sin no baixo elétrico e Renato Júnior foi convidado a tocar saxofone no tema "Hesitar". Em junho de 1990 foi lançado o sétimo álbum de estúdio Este Filme - Amélia Recruta com destaque para o tema"Amélia Recruta", uma critica ao Serviço Militar Obrigatório, de dimensão colonial, que teimava permanecer em Portugal e tinha apanhado novamente alguns músicos dos UHF. O baixista Xana Sin regressou à banda e saiu Pedro Faro, e o teclista Renato Júnior tornou-se membro integrante. Em outubro lançaram o segundo álbum ao vivo, Julho 13 (1990), gravado na noite de 13 de julho na Sociedade Filarmónica Incrível Almadense celebrando o Dia Mundial do Rock. Por insistência da editora o concerto reuniu em palco – pela primeira vez depois da separação – os ex membros Carlos Peres, Renato Gomes e Zé Carvalho que marcaram o período comercial mais lucrativo. Tocaram os emblemáticos temas "Cavalos de Corrida", "Concerto", "Rapaz Caleidoscópio" e "Geraldine". O álbum foi galardoado com disco de prata e concluiu o contrato com a Edisom.

Na década de 1990 integraram o catálogo da BMG. No dia 31 de julho de 1991, participaram no festival no Estádio José Alvalade que juntou Joe Cocker e Simple Minds. Vítimas da má organização do festival, a atuação dos UHF apenas durou trinta minutos por imposição de uma estranha lei de submissão à organização portuguesa. Ficou o registo do mau som e da falta de liderança dos responsáveis pelo festival.

"O que me chocou foi ver aquela brutalidade humana, vizinhos inimigos dos próprios vizinhos e campos de concentração; Daí a analogia que faço com Hitler na letra. Falo do erro dos europeus ao juntarem aquelas nações a régua e esquadro, quando canto 'Jugoslávia bonita, filha da Europa, fronteiras malditas que o ódio devora'."

– Uma guerra pela televisão narrada no tema "Sarajevo".
A 25 de setembro lançaram o oitavo álbum de estúdio Comédia Humana (1991), obtendo sucesso nos temas "Brincar no Fogo" e "De Segunda até Sexta". É um disco trovadoresco, com a escrita a revelar o olhar e a tomada de consciência existencial quando uma guerra lá longe no deserto é um acontecimento diário. A canção "Comédia Humana" faz uma abordagem à primeira guerra do Golfo, em 1990, narrando a barbaridade entre militares obedientes no teatro das operações e ao vivo na televisão: "A primeira vez que uma ação militar não é fixa pela foto, mas por sequência de imagens de combate em direto pela TV", no olhar crítico de António M. Ribeiro. O guitarrista Toninho e o baixista Nuno Espírito Santo protagonizaram nova mexida na banda. Na digressão atuaram nos Coliseus de Lisboa e Porto, respetivamente, a 7 e 8 de fevereiro de 1992, sendo o de Lisboa gravado pelo canal RTP. Contou com as participações especiais de Jorge Palma, Zé Pedro e Lena d'Água, e foi lançado o single "Ao Vivo no Coliseu dos Recreios", um bootleg em formato vinil limitado a quinze exemplares com os temas "Estou de Passagem" e "Frágil", este, em dueto com Jorge Palma. Em 1992 o líder e fundador retomou o seu projeto a solo e lançou o primeiro álbum de estúdio.
 

Em maio de 1993 os UHF lançaram o nono álbum de estúdio Santa Loucura, um trabalho eclético, maturado, de que resultou uma panóplia de canções e vários sucessos com destaque para a versão de "Menina Estás à Janela". "Sarajevo" é uma canção de intervenção social que retrata a barbaridade de outra guerra que renascia na Europa. Transmitida em direto pela televisão, o conflito revelava a luta pela independência das repúblicas que formavam a Federação Jugoslava. Ocorreu nova alteração na banda com as saídas de Toninho (guitarra) e Luís Espírito Santo (bateria) entrando, respetivamente, Rui Dias e Fernando Pinho e o baixista Fernando Delaere regressou à banda para o lugar de Nuno Espírito Santo. Foi um álbum bem recebido pelo público mas com fraco volume de vendas, devido à má gestão promocional da editora, uma vez que o vídeo de promoção televisiva do tema "Menina Estás à Janela" fora atribuído à compilação de vários artistas Número 1 – que alcançou o primeiro lugar do top de vendas e aí se manteve por várias semanas – em vez de promover o próprio álbum dos UHF. As vendas de Santa Loucura não refletiram os múltiplos concertos realizados no verão de 1993 e a banda esteve em polvorosa com os responsáveis da BMG. O disco conquistou apenas o galardão de prata. A 11 de setembro atuaram no Estádio José Alvalade na primeira parte de Billy Idol e Bon Jovi, perante uma plateia de 50 mil pessoas. Tocaram somente seis temas para trinta minutos de frenesim português que atingiu a apoteose na canção "Menina Estás à Janela", entoada em coro pelo público e que fechou o alinhamento. A edição do extended play temático 4 Rave Songs (1993) é uma abordagem musical ao movimento rave, que conquistou a Europa nos anos noventa, e recupera quatro temas do álbum Santa Loucura, em que se inclui duas novas misturas de sonoridade eletrónica: "Aqui Planeta Terra" e "Esperar Aqui Por Ti". Teve venda exclusiva nas lojas Bimotor e com edição limitada.
A 17 de maio de 1995 foi lançada a primeira coletânea do grupo, intitulada Cheio (O melhor de), com os temas regravados em ambiente acústico no Convento dos Capuchos, em Almada. O single de apresentação foram novas versões dos clássicos "Cavalos de Corrida" e "Rua do Carmo" e o álbum apresenta cinco inéditos, caso de "Por ti e Por Nós Dois" ou Toca-me lançado posteriormente no formato extended play. Na altura os UHF não tinham guitarrista definido e Renato Gomes foi convidado a participar em alguns temas. A coletânea foi reeditada no ano seguinte com nova capa e cinco inéditos no disco extra. Meses depois foi colocado nos escaparates um volume do Talento Club Mania Show, da autoria de Carlos Caseiro, dedicado à banda de Almada. Ainda em 1995 a BMG recuperou os álbuns Comédia Humana e Santa Loucura, de 1991 e 1993, respetivamente, e lançou Back 2 Back uma mini box set constituída por dois discos com tiragem limitada.
No início de 1996, a Valentim de Carvalho editou a coletânea Cavalos de Corrida - Coleção Caravela contendo os sucessos da banda que marcaram o rock português. No mês de março foi lançada a coletânea Sarajevo - Bósnia 1996, no formato cassete, com tiragem de 600 exemplares. Trata-se de uma oferta simbólica produzida para o contingente militar português que integrava a missão de paz na Bósnia. Três anos depois, em 1999, a banda foi convidada a realizar um concerto de Natal na capital Sarajevo mas foram impedidos pelo forte nevão que se fez sentir naquela zona. Em outubro a Virgin Megastore, em parceria com a BMG e a Swatch, comemorou a abertura da loja em Lisboa com o lançamento de uma caixa intitulada Virgin Megastore - Algarve, que incluía o relógio "Algarve" e um shaped disc com o formato de um mostrador de relógio contendo quatro bandas nacionais da editora; Os UHF participaram com o inédito "Sábado (nos teus braços)", tema que faz ma incursão pelo blues com letra em português. Em novembro lançaram o décimo álbum de estúdio 69 Stereo (1996), que corroborou o rock convencional na sonoridade dos UHF. Rui Padinha tornou-se o novo guitarrista. A canção de intevenção "O Povo do Mundo" é um manifesto contra a 'universal estupidez consciente' do racismo, xenofobia e intolerância religiosa que tardam em desaparecer da sociedade. O tema "Foge Comigo Maria", com acústica caracterizada de Lou Reed ligth, tornando-se o maior sucesso do disco. A banda convidou Né Ladeiras para participar na faixa "Amor Perdi".

### Independência e consolidação da formação (1997–2009)

Logótipo da editora dos UHF, fundada em 1997.

Atento às más experiências vividas no passado, e saturado das obrigações contratuais, António M. Ribeiro criou a editora AM.RA Discos, no final de 1997, de forma a ter controlo sobre a sua obra, tornando os UHF editorialmente independentes. Antevendo o encolhimento da indústria discográfica nacional, arrastado pelo que acontecia no resto do mundo, a banda decidiu negociar apenas a distribuição com outras editoras. Com essa decisão, acrescida da intrépida atitude independente desde o início da carreira, os UHF foram perdendo alguma exposição mediática. O líder da banda aponta o dedo a uma imprensa "que não gosta de falar de nós e para quem as pessoas que têm sucesso e vivem de cabeça erguida são um alvo a abater. É uma imprensa que faz apostas que saem furadas e que depois tem falta de honestidade para assumir o erro", desabafa, e recordou o fragoso percurso da emancipação da banda:
A independência em Portugal paga-se, por que a independência é um ato de inteligência e neste país não podemos ser inteligentes.
 Em 1998 celebraram vinte anos de carreira com a edição do 11º álbum de estúdio Rock É! Dançando Na Noite, o primeiro disco da nova editora. "Quando (dentro de ti)" foi o tema de maior sucesso, uma canção positiva que fala da força que existe esquecida nas pessoas. A banda foi totalmente renovada com músicos mais jovens que António M. Ribeiro, o que proporcionou uma atitude musical mais coerente no plano de trabalho. Entraram David Rossi (baixo), Marco Cesário (bateria), Jorge Manuel Costa (teclas) e António Côrte-Real, guitarrista e filho do líder da banda. Todos colaboraram como compositores dos temas. Em agosto participaram com o inédito "Laura In" na compilação Promúsica 19, numa edição da revista com o mesmo nome.

"Passo a passo, vamos fazendo aquilo que queremos. E muitas vezes essa independência incomodou. Mas a independência incomoda em Portugal. Nós gostamos e precisamos das editoras – se bem que hoje temos a nossa e trabalhamos mais com distribuidoras – mas nunca abdicamos da escolha do rumo. Pagamos com a nossa independência alguma exposição menor."

– Os UHF referem a causa do mediatismo irregular da banda.
No dia 25 de junho de 1999, o grupo assinalou o vigésimo aniversário da gravação do primeiro disco com um concerto na Praça Sony no Parque das Nações, em Lisboa, integrado nas comemorações do 'Dia Mundial de Luta Contra a Droga'. Teve as participações de Carlos Moisés e Nuno Flores, dos Quinta do Bill, de um grupo sinfónico e dos cofundadores Renato Gomes e Carlos Peres. O espetáculo teve a edição programada da coletânea Eternamente (1999) que reúne os principais sucessos com algumas músicas a terem uma nova roupagem. O álbum contempla, entre outros, a nova versão do clássico "Jorge Morreu", três inéditos e a versão disco de "Angie" dos Rolling Stones. Das canções editadas entre 1982 e 1985 não foi possível integrar cinco que tinham sido escolhidas pois a editora Movieplay, que detém o espólio da extinta Rádio Triunfo, mais uma vez, não autorizou. A 18 de agosto foi editado o extended play temático Sou Benfica (1999) de homenagem ao Sport Lisboa e Benfica. O convite para criar uma canção partiu da claque oficial do clube e foi aceite pelo líder da banda. O disco contém dois inéditos e três versões dessas faixas. O tema homónimo foi uma prenda que António M. Ribeiro quis dar ao pai no seu último ano de vida. Tornou-se o novo hino da modernidade do clube da Luz; Uma canção positiva, que não hostiliza os opositores nem promove a guerra no futebol. Após um período conturbado na vida pessoal, António M. Ribeiro dedicou-se, em 2000, à composição do segundo álbum a solo que contou com a participação de Renato Gomes e de alguns músicos integrantes, entre outros convidados, com o intuito de dar nova vida aos UHF. Em 2001 lançaram À Beira do Tejo, uma coletânea produzida exclusivamente para exportação não estando disponível no mercado português. Foi nesse ano que os UHF conseguiram reunir a formação que viria a tornar-se a mais consistente e duradoura: António Côrte-Real (guitarra), Fernando Rodrigues, Ivan Cristiano (bateria) e António M. Ribeiro (voz e guitarra).
 

A 6 de abril de 2003 uma centena de artistas nacionais desfilaram, em tom de reivindicação, pelo incumprimento das quotas de transmissão de música portuguesa nas rádios. As cidades Lisboa, Santa Maria da Feira, Coimbra e Beja, na qual atuaram os UHF, associaram-se a esse movimento e realizaram o Mega Concerto 100% Música Portuguesa que decorreu em simultâneo nas quatro localidades. Em março lançaram o extended play Harley Jack (2003), dedicado aos adeptos das concentrações de motards e aos seus rituais de união e amizade. "Quando estou dentro do arraial das concentrações sinto-me parte de um clube, de uma aldeia gaulesa em festa", recorda o vocalista, adepto confesso desses festivais. Contém os inéditos "Harley Jack", "Caloira Bonita" e "Faz de Conta é um País". O disco teve edição limitada.
 Seguiu-se a edição de Sou Benfica - As Canções da Águia (2003), a primeira coletânea dedicada ao Sport Lisboa e Benfica. Contém o inédito "Uma Luz de Paixão" composto por António M. Ribeiro na tarde que antecedeu o último dia de vida do antigo estádio e, no dia 22 de março, deram um concerto antes da demolição perante uma multidão emocionada. Consolidada a formação da banda, celebraram os 25 anos de carreira com o lançamento do 12º álbum de estúdio La Pop End Rock (2003), uma ópera rock autobiográfica com edição conjunta da AM.RA Discos e EMI. É um trabalho grandioso e maturado produzido para representação cénica com orquestra, coreografia e intérpretes para as personagens – estrutura que não chegou a ser posta em prática. O disco teve nos temas "A lágrima Caiu" e "Os Putos Vieram Divertir-se" os maiores sucessos. O primeiro é uma canção de amor interpretada em dueto com a cantora Orlanda Guilande, enquanto o segundo enaltece a determinação do grupo em afirmar-se no meio musical e faz uma homenagem à fiel legião de fãs. A foto da capa do disco – uma criança – ilustra o lado naïf do início da carreira da banda.
Em 2004 foram convidados pelo município de Porto Moniz para realizar um trabalho que homenageasse os imigrantes e o concelho. Gravaram Voltei a Porto Moniz, um extended play com três inéditos e que não foi distribuído no circuito comercial. Em novembro lançaram Podia Ser Natal (2004) que recuperou numa nova versão o tema homónimo editado originalmente na compilação de vários artistas Espanta Espíritos, em 1995. O disco foi limitado  a 500 exemplares e contém os inéditos "Quarto 603" e "Um Homem à Porta do Céu", de 1999 e 2001, respetivamente, abrindo-se as portas do arquivo histórico dos UHF. A 14 de março saiu o 13º álbum de estúdio Há Rock no Cais (2005), um trabalho em que o amor, a relação com o Tejo, Lisboa e Almada, a crítica social e a guerra, voltaram a servir a escrita para uma sonoridade forte que revive as origens. O maior sucesso foi "Matas-me com o Teu Olhar", em versão elétrica e outra acústica que teve a participação de um quarteto de cordas da Orquestra Metropolitana de Lisboa. A canção foi incluída na banda sonora da telenovela Ninguém como Tu.

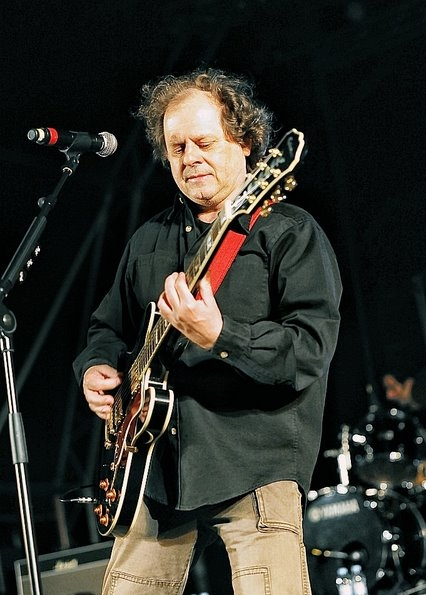
António Manuel Ribeiro com a banda, em 2009.

Em setembro de 2006 foi reeditado Há Rock no Cais, em duplo disco compacto e limitado a mil exemplares, que serviu para promover os concertos nos Coliseus de Lisboa e Porto realizados a 23 de setembro e 6 de outubro, respetivamente, sendo o de Lisboa gravado para edição em álbum de vídeo. A reedição contempla um disco extra com sete temas, entre os quais, o inédito "Deputado da Nação" interpretado por Fernando Rodrigues e dois videoclips. "Estou-me nas Tintas (primeiro os meus)" foi a faixa selecionada para a banda sonora da telenovela Fala-me de Amor. No final do ano a EMI lançou no mercado a coletânea UHF - Grandes Êxitos EMI Gold (2006) e a 16 de abril de 2007 os UHF deram seguimento à edição das canções guardadas no arquivo histórico e lançaram a coletânea Canções Prometidas - Raridades Vol.I (2007), contendo sete inéditos e versões nunca antes editadas. Teve uma edição limitada de 400 exemplares numerados exclusiva para o clube de fãs com o brinde da faixa "Coisa Boa". O segundo volume, Canções Prometidas - Raridades Vol.II (2007), saiu a 24 de novembro e tem seis inéditos e novas versões incluíndo "Grândola, Vila Morena", de José Afonso, com as participações de Vitorino, Samuel, Manuel Freire e José Jorge Letria.

No dia 28 de março de 2008, iniciaram as comemorações do trigésimo aniversário com um espetáculo na Aula Magna, em Lisboa, em que participaram Jorge Manuel Costa (piano e saxofone), Nuno Flores (violino), António Eustáquio (guitarra portuguesa) e outros músicos que tocaram com a banda.

"Chamamos 'Absolutamente ao vivo' por que, quer o CD quer o DVD, não têm maquilhagem sonora de estúdio. Não houve rectificação, retoque ou regravação de qualquer tema tocado no Coliseu. Por isso mesmo é que acabamos por retirar quatro canções que não estavam bem. O resto está tudo lá e isto inclui as virtudes dos músicos e até alguns defeitos."

– Os UHF descrevem o terceiro álbum ao vivo.
A 5 de maio de 2008 foi lançada, na série Tempo do Vinil, a coletânea UHF – Os Anos Valentim de Carvalho (2008), que reúne a totalidade das músicas gravadas para a Valentim de Carvalho, ou seja, os álbuns À Flor da Pele (1981) e Estou de Passagem (1982) e os singles "Cavalos de Corrida" (1980), "Quem Irá Beber Comigo? (Desfigurado)" (1981) e "Rua do Carmo" (1981) que contém o inédito "(Vivo) Na Fronteira" no lado B. A edição veio acompanhada por um depoimento de António M. Ribeiro recolhido pelo jornalista Rui Miguel Abreu. Ainda em 2008 foram reeditados, pela primeira vez em disco compacto, os álbuns Noites Negras de Azul e Em Lugares Incertos, ambos de 1988, celebrando os vinte anos do lançamento. No final do ano o teclista Nuno Oliveira tornou-se membro integrante. A 23 de março de 2009, os UHF lançaram no mercado o registo no Coliseu de Lisboa em 2006, inserido na digressão "Há Rock no Cais". Foi editado nos formatos duplo disco compacto e álbum de vídeo com o nome Absolutamente Ao Vivo e, como o título confere, é a reprodução fiel de tudo o que aconteceu no palco. A primeira tiragem do álbum de vídeo veio acompanhada pelo single "O Tempo é Meu Amigo" (2009), um inédito que integrou a banda sonora da telenovela Deixa que Te Leve. No dia 10 de agosto lançaram Eu Sou Benfica (2009), a segunda coletânea dedicada a esse emblema com participação de artistas de diversas áreas afetos ao clube. Em setembro a AM.RA Discos editou a coletânea temática Caloira Bonita 2009, preparada especialmente para a digressão das receções ao caloiro, com temas de referência para o mundo universitário.

### Reforço norockde intervenção (2010–2014)
Em 2010 os UHF regressaram aos originais com o lançamento do 14º álbum de estúdio Porquê? É o trabalho mais politizado com proeminência da canção de combate social, como sumarizou o autor: "Trata-se de um disco em que, entre o amor e a canção política, o rock intervém", reforçando a linha ideológica da intervenção há muito reconhecida nos UHF. Destaque para "Cai o Carmo e a Trindade" e "Porquê (Português)", canções que responsabilizam a justiça e a medíocre classe política pelo critico estado da nação. Assertivo, o vocalista comentou:
O porquê fica mesmo como a grande pergunta. Depois de todas as discussões possíveis - económicas, financeiras, sociais, partidárias e não partidárias - há sempre uma pergunta que fica: Porquê? (...) O melhor da nação são os portugueses: os portugueses não são números, não são pedras, não são estradas. São pessoas!
Os temas "Vejam Bem" e "O Vento Mudou", originalmente interpretados por José Afonso e Eduardo Nascimento, respetivamente, são as versões incluídas no álbum. É um disco positivo, sem queixumes nem lamentações, toca nos assuntos, foca certas situações muito concretas e acaba com uma canção extremamente positiva, a puxar pelas pessoas: "Portugal (somos nós)". Em outubro iniciaram a digressão "Porquê em Portugal", percorrendo o país com canções inquietas de alerta social que apontam rumos e apelam à consciência nacional. Ainda no ano de 2010 foi emitido pelos Correios de Portugal uma edição especial de filatelia sobre a história do rock em Portugal, da qual faz parte o selo com a capa do álbum À Flor da Pele (1981).

"Eu não me dissocio do país, destas questões sociais que vêm de fora e que se instalam cá dentro e ficam como uma doença. Neste disco, há lá uma série de acusações sobre coisas muito concretas, por exemplo, sobre a Justiça na canção "Cai o Carmo e a Trindade". E a canção título, que tem um vídeo a correr no YouTube, é “o porquê este naufrágio constante?” Termos o D.Sebastião instalado todos os dias é uma coisa que me incomoda."

— O vocalista dos UHF na divulgação do álbum Porquê?.

O tema "Porquê Só Ela" integrou a banda sonora da telenovela Espírito Indomável. Em 2011, Porquê? foi reeditado com cinco temas extra incluíndo o inédito "Fingir, Não Sei Fingir". O clássico "Rua do Carmo" foi o sétimo tema colhido aos UHF para integrar bandas sonoras, dessa vez, na telenovela Anjo Meu, em 2011. A Tugaland e o Diário de Notícias retomaram o projeto, iniciado em 2008, da coleção com a história das melhores bandas do pop rock português desenhadas pelos mais prestigiados ilustradores portugueses e acompanhado por uma coletânea com os temas mais marcantes. A edição dedicada à banda de Almada, BD Pop Rock Português - UHF (2011), foi lançada no dia 20 de maio com canções gravadas pela AM.RA Discos. O argumento e a ilustração do livro são da responsabilidade de Pedro Brito. Em 23 de julho foi colocado nos escaparates a coletânea UHF - Bandas Míticas Vol. 04 (2011), uma coleção associada ao jornal Correio da Manhã sobre vinte bandas que marcaram os últimos 50 anos da história da música portuguesa. Ainda em 2011 foi lançado o single "Por Portugal Eu Dou", "uma tomada de posição ativa a favor da coesão e da identidade cívica da nação", e foi oferecido na compra do bilhete para os concertos de gravação do álbum ao vivo em Fafe nos dias 26 e 27 de novembro. Lançado em junho de 2012, o quarto álbum ao vivo Ao Norte Unplugged foi gravado em formato acústico no Teatro Cinema de Fafe e, para os membros da banda, o disco é "uma celebração ao norte e a todos os fãs anónimos que entraram e continuam a entrar para a grande família que o tempo e as canções ofereceram ao grupo". O single de apresentação foi o clássico "Cavalos de Corrida", em versão voz e piano. Em novembro lançaram a coletânea Canções Prometidas - Raridades Vol.III (2012), limitada a mil exemplares, dando continuidade à revelação do arquivo histórico da banda. Contém cinco inéditos, versões nunca antes editadas e os temas gravados ao vivo "Devo Eu" e "Três Peixes".

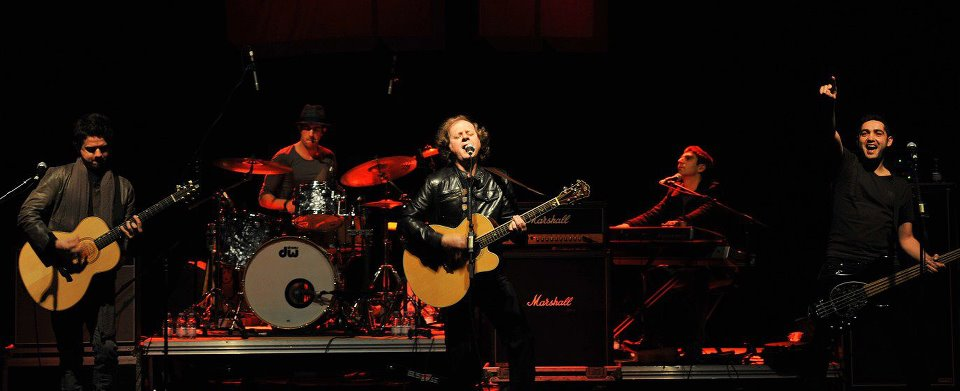
Concerto acústico de gravação do álbum ao vivo, em Fafe, em 2012.

Em 2013 celebraram o trigésimo quinto aniversário e lançaram no dia 25 de junho o 15º álbum de estúdio  A Minha Geração, classificado pelos elementos do grupo como "um disco adulto, prenhe de rock and roll, balanceado entre Lisboa e a Califórnia, Los Angeles". Destaque para os textos de intervenção apontando fortes críticas sociais e políticas, e para a falta de ética e seriedade dos governantes portugueses e de toda a classe política. O tema "Vernáculo (para um homem comum)", de dez minutos de duração, foi censurado pela rádio mas tornou-se o maior sucesso do álbum. Trata-se de um poema da autoria de António M. Ribeiro editado em livro em 2006. Um texto assertivo com adjetivos provocantes inseridos num contexto de linguagem: "A confissão de um homem comum. No fundo, é aquilo que se diz na rua e que os políticos não ouvem", refere o autor, para depois constatar, "Há anónimos que me travam o passo na rua para elogiar a coragem dos UHF. Banida da rádio, é como um rio silencioso que engorda o caudal imparavelmente". O baixista Fernando Rodrigues deixou o grupo no decorrer das gravações e foi substituído por Luís Simões 'Cebola'. O disco foi também editado no formato vinil com nova imagem na capa – uma pintura de António M. Ribeiro – simbolizando os verdes anos vividos pela sua geração, como descreve o trecho da canção título: "A minha geração/ acreditou em promessas/ engrossou a procissão/ foi indo na conversa." Na análise do líder da banda, trata-se de um trabalho sério e requintado:
É um disco de um cidadão inquieto, de um compositor e de um escritor de canções atento ao país e ao momento que vivemos. Um disco de alguém que está muito cansado por todas as promessas que têm sido feitas ao longo dos tempos e por este declínio constante. Portugal parece um barco a afundar que nunca mais se afunda.

No decorrer da digressão "UHF 35 anos – A Minha Geração" a banda mostrou-se extremamente desiludida com a classe política. Ponderaram terminar a carreira em 2013, lamentando não estarem acompanhados por outras bandas e artistas na denúncia social e política.
 Em novembro comemoraram 35 anos da realização do primeiro concerto e fizeram uma versão da canção "Amores de Estudante" (2013), oferecida por descarga digital. Nos dias 7 e 18 de dezembro atuaram, respetivamente, no Centro Cultural de Belém e na Casa da Música, para edição discográfica. Os espetáculos marcaram o encerramento da digressão. A 8 de dezembro de 2013 o canal RTP estreou a série Os Filhos do Rock, que recorda o início da década de 1980 e o surgimento do movimento rock cantado em português. Os UHF são uma das bandas retratadas no decorrer dos 26 episódios. Trata-se de uma série de ficção que, embora assente em alguns factos verídicos, subverteu a verdade sobre os principais responsáveis pelo surgimento do boom do rock em Portugal ao atribuir, sem critério histórico, a paternidade desse movimento erradamente a Rui Veloso e aos Xutos & Pontapés em prejuízo dos UHF. António M. Ribeiro, enquanto consultor da série, fez atempadamente reparos à produção por ser abalroado diariamente por cidadãos que clamavam pela verdade histórica das personagens.
No dia 6 de janeiro de 2014 foi apresentado em estreia absoluta na Rádio Renascença o inédito "Nação Benfica", no dia em que o mundo se despediu do futebolista Eusébio. O tema só deveria ser revelado no final do campeonato, mas António M. Ribeiro quis homenagear Eusébio nesse dia de pesar. A canção foi editada no extended play Nação Benfica, a 5 de maio de 2014, no mesmo dia em que foi também lançado o single "Era de Noite e Levaram", versão rock da canção de José Afonso que tinha sido apresentada ao vivo no auditório da Antena 1, na celebração dos 40 anos da Revolução de Abril. Os dois lançamentos assinalaram a estreia dos UHF no mercado digital. Também em janeiro, a Warner Music relançou a coletânea Grandes Êxitos - UHF (2014). No seguimento da atitude interventiva, lançaram o single "Os Vampiros" (2014), mais uma versão de José Afonso, tema que é uma poderosa chamada de atenção para que nos recordemos que seremos sempre capazes de vencer os 'vampiros' de hoje, os governantes, que nos exauriram com austeridade ilegítima e forçada e que ficam impunes à corrupção e ilegalidades praticadas. Uma canção amargamente intemporal. A Valentim de Carvalho lançou a coleção "Essencial", que reúne os mais consagrados artistas que gravaram para essa editora, com destaque para a coletânea UHF - Essencial (2014).
No dia 24 de novembro foi lançado o quinto álbum ao vivo, Duas Noites em Dezembro (2014), que condensa o registo dos concertos no Centro Cultural de Belém e na Casa da Música que marcaram o final da digressão comemorativa dos 35 anos. O duplo disco comporta 28 temas com realce para algumas canções emblemáticas que não eram tocadas ao vivo há trinta anos. Nota para o empenho patriótico em versão dramática (recitação) de António M. Ribeiro na interpretação de "Sonhos na Estrada de Sintra", canção que serviu de amostra do álbum. 
É um disco que reúne a força mística da palavra com a energia possante do rock, revelando uns UHF humildes, verdadeiros e modernos, com uma linguagem viril e atualizada através de canções que continuam com a mesma intensidade de sempre, quer lírica quer musical.— O quinto álbum ao vivo descrito pela crítica musical.

### 300 canções e o quadragésimo aniversário (2015–2022)
A 29 de janeiro de 2015 António M. Ribeiro editou em livro as 35 histórias que escreveu para a Antena 1, aquando das comemorações dos 35 anos da banda. É um documento histórico que reconhece os UHF como fundadores do movimento 'rock português' e a sua influência na criação da indústria rock. É também um testemunho para os jovens conhecerem parte da memória do país através de algumas canções dos UHF. O autor refere que é preciso unir as pontas da história e chamar as coisas pelo nome sem pruridos ou abrangências contranatura:
O aparecimento do rock português é como está aqui factualmente apresentado: com datas, locais, acontecimentos, lançamentos discográficos. Está tudo no livro exposto de forma matemática (...) As histórias foram mal contadas e passaram a ser verdade."

A 27 de fevereiro de 2015 saiu com a revista Blitz o disco Uma História Secreta dos UHF. Tem quatro maquetas do início da carreira, três temas registados ao vivo, o inédito "Um MMS Teu" e recupera as versões "Amores de Estudante", de Aureliano da Fonseca e Paulo Pombo de Carvalho, e "Os Vampiros" de José Afonso, ambas editadas no formato digital em 2013 e 2014, respetivamente.

"Tudo se conjugou para este ano conseguirmos fazer a nossa coletânea global, onde estão reunidos os nossos maiores sucessos (...) Às vezes penso e parece que foi ontem. Nos últimos tempos temos feito muitas entrevistas e há coisas que nos vêm à memória e que me fazem rir. Olho para trás e sorrio"

– O líder da banda na apresentação da coletânea global.
No início de 2015 os UHF suplantaram as trezentas canções originais editadas e deram início à digressão "UHF–300 Canções". A 30 de outubro foi lançada a coletânea O Melhor de 300 Canções que celebra o trigésimo sétimo aniversário da banda, que se assinala no mês de novembro, e são também 37 as faixas que compõem esse trabalho. No primeiro disco, O Rock, estão reunidos 20 singles com os maiores sucessos, ao passo que no segundo, intitulado E o Roll, acrescenta 16 êxitos e o inédito "Soube Sempre que Eras Tu". É a primeira coletânea global do grupo, sem sombras editoriais, em que são reveladas regravações de clássicos, temas ao vivo, canções nunca editadas digitalmente e recupera a versão de "Era de Noite e Levaram" (2014) para o formato físico. O tema de apresentação foi o single-vídeo "Puseste o Diabo em Mim" numa nova versão e filmagens que envolvem uma descida vertiginosa de skate. Em dezembro de 2015 Fernando Rodrigues foi convidado a regressar aos UHF para substituir Nuno Oliveira nas teclas. No dia 30 de julho de 2016 realizaram um singular concerto no Centro de Artes e Espectáculos (CAE) na Figueira da Foz, intitulado "UHF Sinfónico", que juntou no mesmo palco os elementos da banda e 140 músicos da Orquestra Nacional de Jovens, sob a direção do maestro Cristiano Silva. Em outubro o concerto sinfónico foi recriado no Forum Luisa Todi, em Setúbal, no âmbito das comemorações do dia mundial da música. Nos dias 2 e 3 de dezembro realizaram dois concertos temáticos, respetivamente, no Hard Club, Porto, e Centro Cultural Olga Cadaval em Sintra, designados por "Noites à Flor da Pele", em que foram revisitados na íntegra os álbuns À Flor da Pele (1981) e Noites Negras de Azul (1988), e para celebrar o momento lançaram o extended play Tudo o que É Nosso contendo três inéditos.
No dia 4 de julho de 2017, os UHF participaram como convidados na primeira parte do concerto dos Deep Purple, no Meo Arena, em Lisboa. A 25 de agosto saiu com a revista Blitz a coletânea Almada 79 que revela as primeiras maquetas do rock português, registadas em 1979, e ainda os temas "Caçada", gravado no Convento dos Capuchos em 1995, e "Jorge Morreu" captado ao vivo no Centro Cultural de Belém em 2013. No ano em que passaram 30 anos da morte de José Afonso os UHF lançaram, a 27 de outubro, A Herança do Andarilho (2017), um tributo a uma das maiores referências da música nacional. "Este disco é dar continuidade à fantástica obra que ele nos deixou e revelar a semente herdada", revelou António M. Ribeiro, produtor do projeto, e acrescentou: "Este é um daqueles discos que se faz uma vez na vida". São sete versões puxadas para o som ora elétrico ora acústico a que se juntam três temas do grupo no fio condutor do legado – a herança – do mais importante cantautor português. A primeira amostra foi o tema "Traz Outro Amigo Também", revelada a 24 de abril de 2017 em estreia na Antena 1 na comemoração dos 43 anos da Revolução de Abril. O single "No Comboio Descendente" tem a participação de Armando Teixeira.

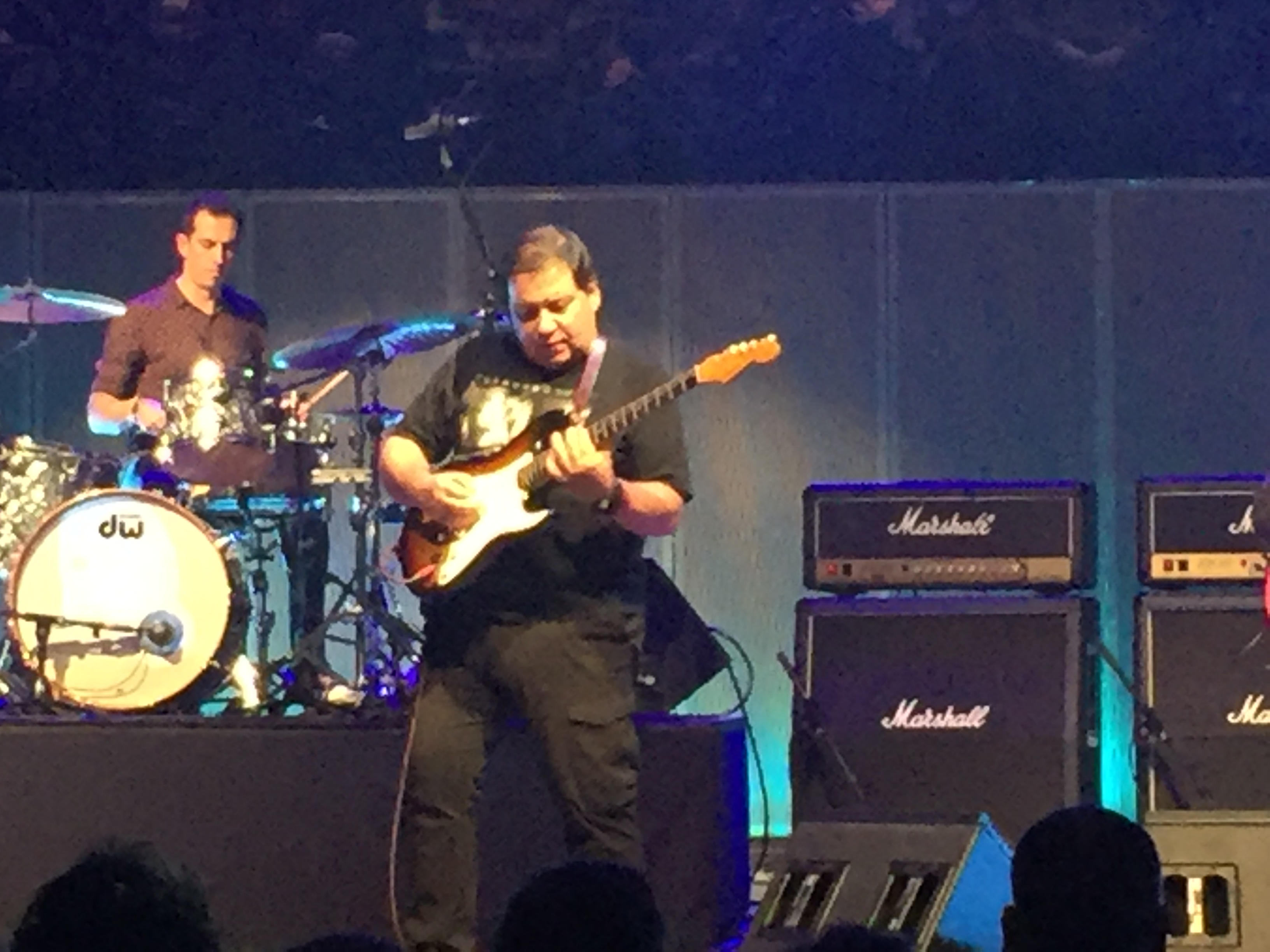
Renato Gomes convidado dos UHF na Casa da Música, em 2018.

As comemorações do quadragésimo aniversário arrancaram no dia 21 de janeiro de 2018, com a digressão "40 Anos Numa Noite", que teve o ponto alto nos espetáculos na Aula Magna (22 de dezembro) e Casa da Música (29 de dezembro), sendo o primeiro gravado pelo canal RTP. Nesses concertos especiais participaram Renato Gomes, The Legendary Tiger Man, Frankie Chavez e João Pedro Pais. No dia 4 de novembro foram reeditados em disco compacto os tão aguardados discos perdidos da Rádio Triunfo – Persona Non Grata, Ares e Bares de Fronteira e Ao Vivo em Almada-No Jogo da Noite – editados até então apenas em vinil e sem reedição. Os três discos contemplam faixas bónus e os inéditos lançados como lados B nos singles de promoção entre 1982 e 1985. Após ter feito uma leitura do contrato que assinou com a editora Rádio Triunfo, António M. Ribeiro decidiu avançar para a reedição através da sua editora  AM.RA Discos salvaguardando os direitos de quem os apresentar, "se é que hoje existe alguém, legalmente, seu detentor", disse o músico que realçou o "prejuízo enorme que representou esta ausência dos álbuns no mercado", e concluiu "quem aparecer como legal detentor do contrato vai ter de negociar comigo, pois neste momento deve-me dinheiro", desafiou. A 15 de abril de 2019 foi lançado o single "Hey! Hey! Bora Lá" como primeira amostra do novo álbum, e no dia 1 de junho o Museu da Cidade de Almada inaugurou a exposição "UHF Pela Estrada do Rock" comemorativa dos 40 anos da banda, que se prolongou até 28 de setembro e que integrou testemunhos audiovisuais, cartazes e documentação, discografia, instrumentos e muitas outras peças que contam a história da banda de Almada. No dia da inauguração foi editado, no formato vinil, uma nova gravação dos temas do extended play Jorge Morreu, comemorativo dos 40  anos do lançamento do disco de estreia da banda. A edição mantém a mesma imagem da capa e os temas foram regravados em janeiro de 2019, com a particularidade de manterem a mesma acústica da gravação original. No encerramento da exposição a banda apresentou a reedição remasterizada do álbum Comédia Humana, com três temas bónus e alterações na estética da capa.

"Estamos a descobrir portugueses no mundo inteiro, muitos são fãs dos UHF desde pequeninos, que têm vontade de estar ligados para viver um momento feito para eles (...) Havia necessidade de transmitir alguma paz de espírito. Tento falar contra esse medo e esta sombra que tomou conta de nós."

– Os UHF no Momento Musical Caseiro (MMC).
 Em janeiro de 2020 Nuno Oliveira regressou às teclas, como convidado, e tornou a sair Fernando Rodrigues. No dia 21 de março os UHF iniciaram o Momento Musical Caseiro (MMC) – um conceito criado para descrever o showcase acústico e íntimo – emitido nas redes sociais a partir da casa de António M. Ribeiro durante o confinamento da pandemia de coronavírus. Os concertos semanais prolongaram-se até 26 de setembro e, nesse dia, o espetáculo foi gravado ao vivo. Entretanto retomados, devido ao prolongamento do Estado de Emergência. A 4 de abril a RTP anunciou a escolha da canção "Portugal (Somos Nós)", dos UHF, para ilustrar um separador televisivo dedicado ao momento pandémico que os portugueses viveram. O tema, recuperado do álbum Porquê (2010), foi lançado em single-vídeo com imagens recolhidas pelo canal público, para contentamento do líder da banda: "Quando uma canção é útil, além do expectável, fico feliz como autor, muito feliz.” No dia 23 de outubro de 2020 foi lançado o sexto álbum ao vivo Aula Magna - 40 Anos Numa Noite, data que também celebra os 40 anos do lançamento do single "Cavalos de Corrida". O duplo disco compacto recupera o concerto realizado na Aula Magna da Reitoria da Universidade de Lisboa, no dia 22 de dezembro de 2018, e tem 20 canções. Foram extraídos quatro singles com a participação de convidados especiais. A 18 de dezembro foi lançado o livro, juntamente com um disco compacto, com o título De Almada Para o Mundo. O livro reúne 52 textos de reflexão sobre a pandemia e uma entrevista em 128 páginas, e o disco ao vivo (sem público) integra onze canções gravadas no 27º miniconcerto (MMC) em 26 de setembro.
Em fevereiro de 2022 o baixista Cebola foi substituído por Nuno Correia. A 4 de março foi lançado o single "Ucrânia Livre", tema de solidariedade para com os ucranianos e condena a invasão ditada pela Federação Russa. A canção tem nova letra e é uma readaptação ao piano de "Sarajevo (Verão de 92)" dos UHF. Os fundos obtidos pelos direitos de autor da canção foram entregues para auxílio aos refugiados. 
'Ucrânia Livre' é o meu contributo para minimizar o esforço de todos, para que o mundo livre não esqueça que a pata cardada não pode esmagar o desígnio de um povo. Que a canção desperte o melhor que o ser humano tem: solidariedade, amor fraterno, equilíbrio, paz.— António Manuel Ribeiro
No dia 18 de novembro de 2022 foi lançado o álbum Ao Vivo e À Flor da Pele, gravado ao vivo na Casa da Música na Porto no dia 31 de julho de 2021. Um concerto temático inserido na digressão "Persona À Flor da Pele".

### (2023–presente)
A 27 de outubro de 2023, lançaram o 16º álbum de estúdio Novas Canções de Bem Dizer que assinala os 45 anos de carreira. Para António M. Ribeiro "escrevo sobre nós, o que vejo nem sempre é bonito, antes sórdido, triste e automático“ e concluí "este disco é como um espelho, faz pensar; esquecer não é uma boa solução”. Foram editados os singles “(Hey! Hey!) Bora Lá”, “A Primeira Noite Sem Ti”, “Eu Vou Ao Norte” e "O Indigente". Iniciaram a digressão "45 Anos Sobre Rodas" com um concerto no dia 18 de novembro na Sociedade Filarmónica Incrível Almadense, passados exatamente 45 anos do primeiro concerto.
A 9 de agosto de 2024, ocorreu no auditório da Junta de Freguesia de Romariz o lançamento do duplo CD ao vivo São as Fogaceiras, Senhores que celebra o momento que reuniu, no palco do grande auditório do Europarque em Santa Maria da Feira, os UHF e quatro maestros com 205 músicos das quatro bandas filarmónicas do concelho no concerto de encerramento da programação da Festa das Fogaceiras, em 28 de janeiro de 2023.
O Melhor do Amor é a primeira coletânea temática dos UHF lançada no dia 29 de novembro de 2024. São 19 canções sob os véus do Amor e que inclui o inédito "The One I Love", uma versão dos REM, tocado em direto e gravado nos estúdios da estação de rádio M80, em 2019, e que foi lançado em single nas plataformas digitais seguido de "Na Tua Cama". O Melhor do Amor é um livro aberto, histórias de amores e desamores e também um cofre de gravações que reúne 36 músicos que acompanharam António Manuel Ribeiro entre 1983 e 2023. No dia 7 de dezembro a banda encerrou a digressão “45 Anos Sobre Rodas” na Casa da Música, no Porto.

## Membros
Membros atuais 
- António Manuel Ribeiro — Vocal, guitarra rítmica (1978–presente)
- António Côrte-Real — Guitarra solo e acústica (1997–presente)
- Ivan Cristiano — Bateria, percussão, vocal de apoio (1999–presente)
- Nuno Correia — Baixo elétrico e acústico, vocal de apoio (2022–presente)
- Miguel Urbano — Teclas e acordeão (2023–presente)

## Características musicais

### Estilo e instrumentação
A música dos UHF é categorizada como rock direto e espontâneo de características urbanas, produzindo também uma sonoridade acústica e hard rock. No início da carreira corporizavam a vivência do 'estar à margem', o grito de revolta dos jovens, dos operários e as desigualdades socais, para depois se focarem na intervenção social e na denúncia da classe política e justiça, bem como na defesa dos cidadãos. Os UHF refletem a nação portuguesa, a nossa sociedade, ora vogando pelo romantismo ora tomando posição em causas comuns.

"A verdade é que nós somos mais do que uma banda de rock. Nunca fizemos canções para mastigar e deitar fora."

– Os UHF distanciam-se das canções comerciais.
O som inicial da banda assentava nas raízes do punk rock. Temas simples, curtos e diretos, podendo ser ouvido em "Caçada" no disco de estreia, progredindo para o pós punk no single "Cavalos de Corrida" (1980) e no álbum À Flor da Pele (1981). Com produção de Luís Filipe Barros e Nuno Rodrigues, as canções de À Flor da Pele são marcadas pela sonoridade de fortes guitarras, rock puro e duro, com alguma proximidade ao new wave em certos temas e um fascínio crescente da banda com a cultura urbana, pessoas e lugares. No álbum Estou de Passagem (1982) o grupo afastou-se ligeiramente do pós punk para experimentar uma sonoridade mais leve com presença do sintetizador, retomando de seguida o som pesado das guitarras em Persona Non Grata (1982). Este, o álbum mais ferozmente rock, consequência da instabilidade, dúvidas e confusões internas que se instalaram no seio da banda devido à precipitada decisão da mudança de editora. Os temas de Ares e Bares de Fronteira (1983) ecoam as sombras do estado da nação com a entrada em Portugal do Fundo Monetário Internacional, bem como uma fase negativa na vida pessoal do líder dos UHF. Um álbum que seduz o romantismo, obscuro e melancólico com forte influência do sintetizador. Em Noites Negras de Azul (1988), com a banda totalmente renovada, António M. Ribeiro faz uma retrospeção de histórias pessoais embelezadas por pujantes guitarras elétricas. Um disco 'negro' que reflete tempos difíceis. Com Em Lugares Incertos (1988) os músicos incluem a experimentação da caixa de ritmos e uma doutrina acústica que não se confunde com quebra de energia. Ultrapassada a fase inicial os elementos da banda deixaram de procurar referências musicais. Com estatuto consolidado, sonoridade própria e determinação, continuaram a reinventar-se em cada disco, como referiu o vocalista:
Há outros campos da música, por que ao fim deste tempo gostamos de ir a outros horizontes, a outros continentes musicais. É dessa riqueza que se faz também a nossa maturidade. Ao fim deste tempo todo não podemos ser máquinas de debitar o mesmo tipo de canções, o mesmo formato. Mas somos sempre um grupo rock.
No máxi "Hesitar" (1989) transmitem a sonoridade de uma valsa desenfreada com aproximação ao pop rock dos anos 50, em Comédia Humana (1991) experimentam canções pop rock e em Santa Loucura (1993) optaram por uma textura variada de sonoridades. Na análise do jornalista e crítico musical Fernando Magalhães, o álbum 69 Stereo (1996) "é rock and roll de barba rija, com cara de mau e a piscar o olho aos anos 70, desta estereofonia na posição 69, uma das produções, com assinatura de António Manuel Ribeiro, mais sofisticadas de sempre dos UHF". Rock É! Dançando Na Noite (1998) assinala a independência total do grupo, com som pesado das guitarras e canções curtas direcionadas para os palcos – que é a forma de vida do grupo – refletindo uma variedade temática com participação de todos os músicos.
La Pop End Rock (2003) é uma ópera rock mergulhada num puzzle de canções que revela a história da carreira do grupo. Marca o regresso ao som 
em quarteto com voz, duas guitarras em carga e uma bateria "marcadamente a doer", enquanto no álbum Há Rock no Cais (2005) apresentam um som cru, despojado e mais coeso, e mantêm a simplicidade das guitarras, bateria e voz. Porquê? (2010) é um profundo trabalho de evolução com uma sonoridade solta, próxima das atuações ao vivo, expondo o rock de intervenção de uma forma mais direta. É um disco provocante e versátil, claramente politizado, um alerta sobre a atualidade mas também um álbum de canções de amor. Foi gravado num ambiente calmo e isolado tornando-se um trabalho de união e harmonia no grupo, como descreveu o baterista Ivan: "Aprendemos a pôr os egos de lado", enquanto o baixista Fernando afirmou que "estamos muito mais coesos" e António Côrte-Real, guitarrista, reforçou que "a cumplicidade permite uma maior participação de todos na construção das canções". Na década de 2010 houve uma maior tendência em incluir no repertório canções de combate social, uma vertente que os UHF assumem cada vez com mais convicção, tornando-se notório também no álbum A Minha Geração (2013). Este, um disco maduro que na análise social do líder da banda: "observa à volta e reduz certos tipos sociais a estrofes cantadas, seguindo o exemplo que a escrita de Gil Vicente nos legou". Um álbum verrinoso e irónico transportando uma sonoridade rock vintage. Os membros da banda redefinem a musicalidade praticada:
Nós olhamos para os UHF, e digamos que temos uma música muito urbana, muito elétrica, muito pesada, muito citadina.

### Letras e temas

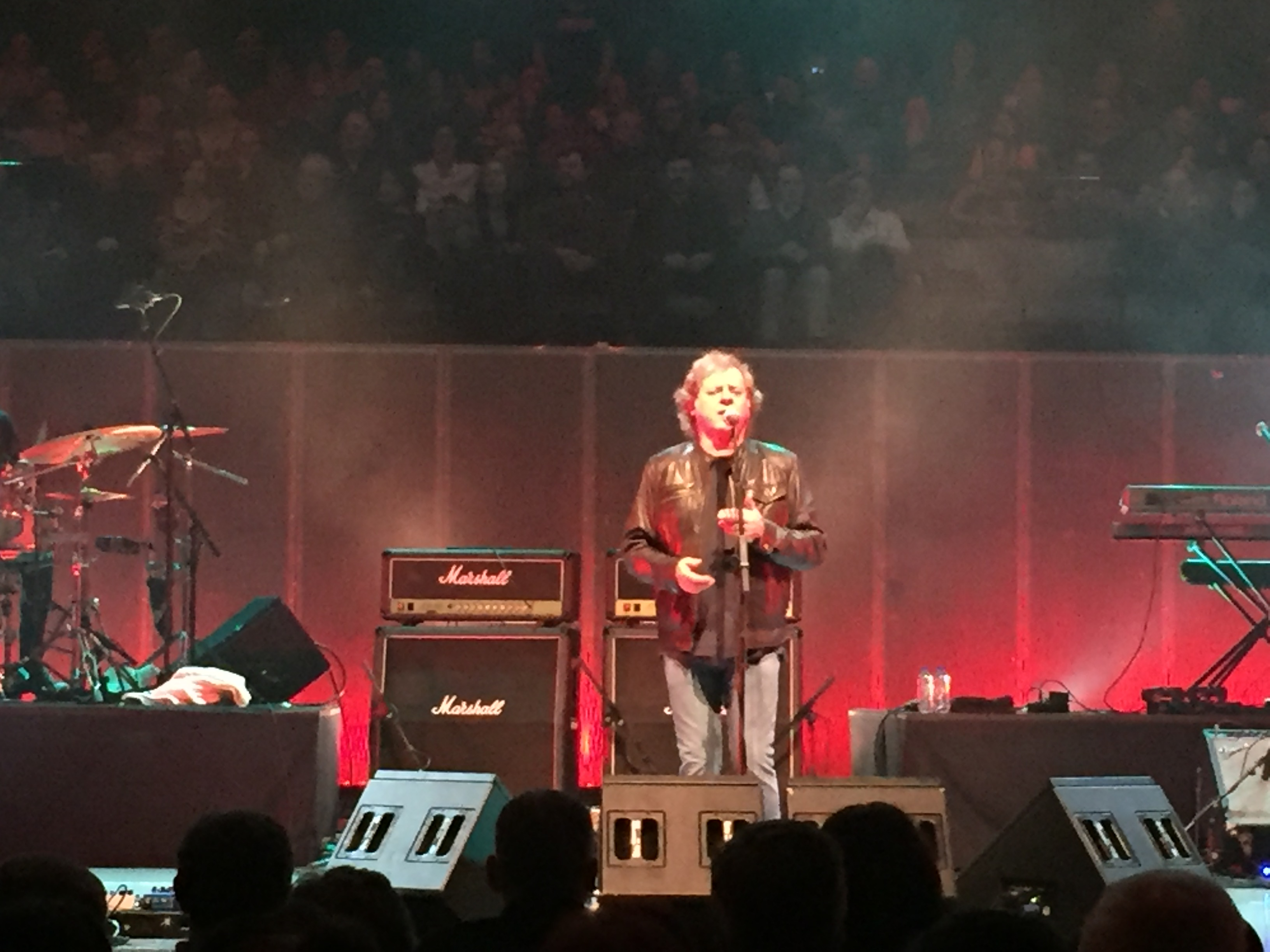
António M. Ribeiro com a banda num concerto na Casa da Música em 2018. É autor de várias composições com forte mensagem social.

O conteúdo lírico da banda é muitas vezes trabalhado com textos autobiográficos e de intervenção social. As canções "Notícias de El Salvador", "Comédia Humana" e "Sarajevo" foram motivadas por acontecimentos atuais do tempo. O primeiro fala da devastadora guerra civil em El Salvador, enquanto o segundo faz uma abordagem ao primeiro conflito no Golfo, relatando a barbaridade entre os homens na guerra. "Sarajevo" dá continuidade ao capitalismo bélico, dessa vez, na luta pela independência das repúblicas que formavam a Federação Jugoslava. É apresentado ao vivo como uma canção contra todas as guerras. Outros temas sociais são abordados, como a violência policial ("Caçada"), as drogas duras ("Jorge Morreu") ou o retrato do sucesso artístico no ardil fascínio da droga ("Rumo ao Céu"). A interrogação e o existencialismo encontraram nas letras de "Ébrios (pela vida)" e "Suave Dança do Vento" a serenidade de Jim Morrison, tornando-se mais filosófico no tema "Estou de Passagem". As dificuldades superadas no início da carreira conhecem no tema "Hey! Hey! Bora Lá" a palavra estímulo, perante qualquer contrariedade.
As canções "Um Mau Rapaz", "Persona Non Grata" e "Corpo Eléctrico" formam uma trilogia e foram inspiradas nas turbulências e conflitos internos ocorridos na banda, em 1982. Dessas contrariedades acabou por acontecer o desmembramento da formação inicial, a quebra do quarteto maravilha, abordado no tema "De um Homem Só" que faz o balanço desse período. Tempo de retrospeção para o resistente dos UHF, notado em algumas canções de Noites Negras de Azul (1988). O músico recorda o mendaz comportamento de certos agentes do espetáculo, confidenciado no texto "De um Artista", para depois enfrentar as próprias interrogações com "A Última Prova". Após estabelecida uma vida imparável, veloz e atribulada, testemunhado na faixa "(Vivo) Na Fronteira", os limites da lucidez foram várias vezes ultrapassados e referidos em temas como "Rumo ao Céu (não dói nada)" ou "Do Céu ao Inferno". A forte ligação a Lisboa é vincada nos textos de "Rua do Carmo", "Noites Lisboetas" e "Apetece Namorar Contigo em Lisboa", atualizados numa nova sensação urbana de viver, mais crítica e mais livre. O repertório da banda é também preenchido pelas incontornáveis canções de amor. Temas como "Anjo Feiticeiro", "Eu Sei Recomeçar", "Devo Eu", "Na Tua Cama" e "Juro que Tentei" foram embelezados pela inspiração de musas ligadas ao autor, enquanto que a canção tribal "Sonhos na Estrada de Sintra" propõe uma viagem deslumbrante pela dimensão cósmica do amor. "Matas-me com o Teu Olhar" demonstra o poder da poesia – tanta certeza ancestral numa só frase – a plenitude, a paz e a cumplicidade reencontrada. Em declarações à imprensa os UHF partilham a felicidade de criar uma canção: "É o prazer da descoberta que nos move. Seja ao vivo ou em estúdio, o chegar aqui com uma canção e vê-la crescer. É fantástico", descreve o vocalista, para depois revelar a mecânica da sua escrita:
Quando finalmente concretizamos que a nossa vida passa pela escrita, pela composição, descobrimos que tudo é um ato natural, que não deve ser empurrado à força (...) Não gosto de forçar a escrita de uma canção, ela vem ter comigo quando chega o tempo certo. Posso estar semanas ou meses sem escrever nada e depois saem dez ou vinte de seguida.
O líder dos UHF é um repórter da atualidade que se propõe a narrar os mais variados temas da vida das pessoas. A árdua rotina laboral de todos os dias ("Cavalos de Corrida"), a pedofilia e prostituição ("Geraldine" e "Aquela Maria"), os inóspidos lares de rua ("Lisboa Hotel"), a valorização do primado da vida e da ética ("Esta Dança Não Me Interessa" ou "Aqui Planeta Terra"), a teimosa permanência do serviço militar obrigatório ("Amélia Recruta"), o débil e vergonhoso papel da Justiça na luta contra a corrupção ("Cai o Carmo e a Trindade")  e a universal estupidez consciente do racismo, xenofobia e intolerância religiosa ("O Povo do Mundo"), são alguns exemplos do vastíssimo repertório. A comunicação entre o palco e o público, iniciada em 1982 com o tema "Concerto", tornou-se uma prática recorrente nas atuações ao vivo denotando, já nessa altura, uma tendência progressiva para a canção política. A banda usou as digressões "Porquê em Portugal" e "UHF 35 anos – A Minha Geração" para dar voz ao descontentamento da população na crítica pela (des) governação política, ganhando maior ênfase nos temas "Porquê (português)" e "Vernáculo (para um homem comum)", ao mesmo tempo que indicam soluções – "Portugal (somos nós)" e "Por Portugal Eu Dou" – canções que apontam rumos e apelam à consciência nacional. É uma banda claramente conotada de rock de intervenção, de natureza política, facilmente reconhecido pelos seus fãs.

### Influências

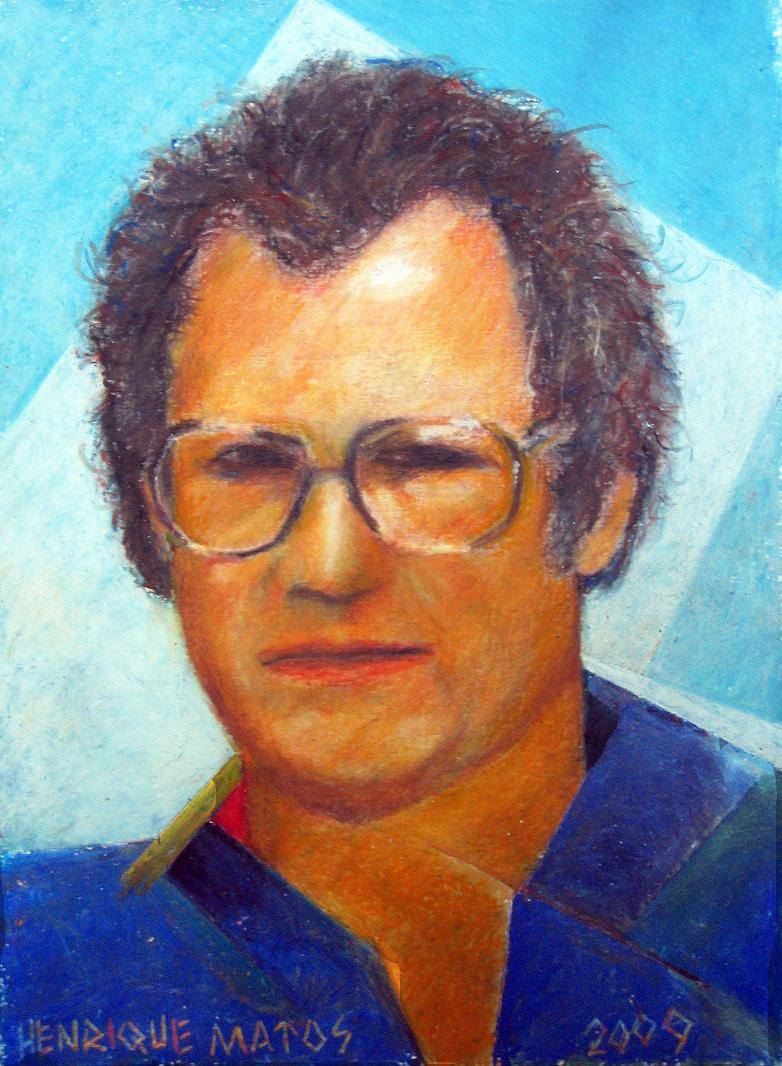
A poesia de José Afonso inspirou os UHF.

A sonoridade inicial dos UHF assentou no punk com alguma influência dos Ramones. O vocalista fala dos primeiros gostos musicais: "A minha primeira ligação à música britânica foi através dos Rolling Stones. Com o rádio de pilhas debaixo da almofada ia ouvindo aquelas vozes mágicas e descobrindo música." No que se fazia no seu país referiu: "Seguia a carreira do Filipe Mendes, do Quarteto 1111 e do Pop Five Music Incorporated. Os Chinchilas eram uma banda fantástica".

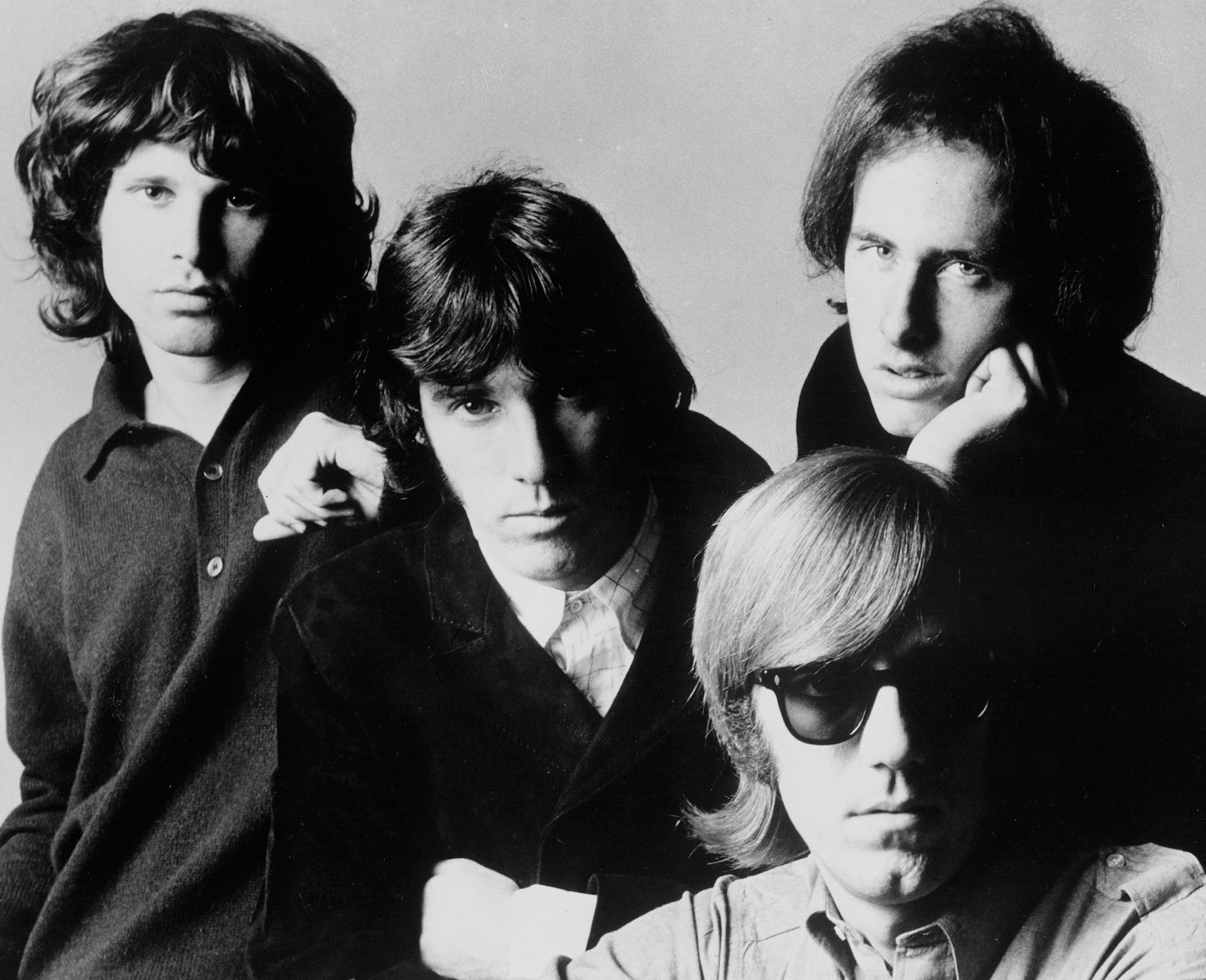
The Doors, uma das principais referências do vocalista dos UHF.

 A influência do Quarteto 1111, no início dos anos 70, e o percurso poético de José Afonso, foram determinantes para a atribuição do português na escrita das canções, reforçado com a necessidade do vocalista em comunicar com o público. O seu crescimento musical foi também acompanhado pelo folk rock dos Fairport Convention, Bob Dylan e Neil Young, permitindo-lhe contar histórias do folk em união com a violenta explosão do punk. O líder dos UHF revela admiração pela poesia punk de Patti Smith  e pela simplicidade musical de Lou Reed, uma das influências, como salientou: "É uma referência da minha geração, é um mito como o John Lennon, que me ajudou a ser músico". Por outro lado, a paixão confessa pelos Doors, associada à vida desenfreada no início da carreira, eram atributos que davam a António M. Ribeiro o direito de ser conhecido como Jim Morrison português. Foi na adolescência que os Doors bateram à porta de Ribeiro com "Light My Fire". Descobriu depois "Hello, I Love You" e caiu definitivamente vidrado pelo som psicadélico do grupo com "Touch Me". Os UHF rapidamente criaram uma sonoridade própria e os Doors ficaram como uma referência entre muitas que os músicos sempre têm. No entanto, o talento de José Afonso continua presente no repertório da banda, como afirmou Ribeiro: "Quando anuncio em palco uma canção do José Afonso afirmo que um homem não morre, parte, e a obra que nos deixou prolonga a sua existência entre nós. É isso que queremos levar aos mais novos, canções de outro tempo que não têm data certa. Pertencem-nos." Sucintamente os UHF referem as suas principais influências:
Se cruzar os Doors com o José Afonso e der alguma ideia, comecei por aí. O Peres estava no punk, o Renato nos Genesis. Depois deu aquela mistura explosiva dos 'Cavalos de Corrida'.

## Discografia
Álbuns de estúdio
- À Flor da Pele (1981)
- Estou de Passagem (1982)
- Persona Non Grata (1982)
- Ares e Bares de Fronteira (1983)
- Noites Negras de Azul (1988)
- Em Lugares Incertos (1988)
- Este Filme - Amélia Recruta (1990)
- Comédia Humana (1991)
- Santa Loucura (1993)
- 69 Stereo (1996)
- Rock É! Dançando Na Noite (1998)
- La Pop End Rock (2003)
- Há Rock no Cais (2005)
- Porquê? (2010)
- A Minha Geração (2013)
- Novas Canções de Bem Dizer (2023)

## Reconhecimento
Falar dos UHF implica recuar ao final da década de setenta para assistir ao nascimento do movimento de renovação musical 'rock português', por vezes com um tom de intervenção social e político. Desde então, a banda alcançou marcas consideráveis, vários prémios e condecorações.

"Os UHF complementavam o ramalhete de forma perfeita. O Rui Veloso era o singer-songwriter puro, os GNR a banda mais arty e os UHF o grupo de rua, de garagem, com uma energia muito forte."

– Comentário de Francisco Vasconcelos, A&R da Valentim de Carvalho.
Nos primeiros 28 anos percorreram 700 mil quilómetros, venderam mais de 1,5 milhão de discos e receberam onze discos de prata, sete de ouro e três de platina. Em junho de 2017 totalizaram 1 700 concertos. O primeiro sucesso ocorreu com "Cavalos de Corrida" (1980), considerada a canção génese do rock português, e foi o primeiro single a conquistar um galardão por uma banda nacional nesse estilo musical; "Passámos do oito aos 800 sem parar no 80", recorda António M. Ribeiro. À Flor da Pele (1981) foi aclamado pela crítica como um pilar do rock português e assinalou o início da idade dourada desse movimento. O álbum é considerado a 'Bíblia do rock português' e uma referência para novas bandas. Receberam o "Prémio da Imprensa" na categoria "Melhor agrupamento rock", pela proeza alcançada com a venda de mais de 100 mil discos e a realização de 134 concertos num só ano, registo que foi imbatível em Portugal em 1981. A revista Blitz considerou À Flor da Pele como um dos "40 melhores álbuns dos anos 80 em Portugal". Na digressão do álbum Estou de Passagem (1982) atuaram no Cine Jardim no Funchal, tornando-se o primeiro grupo de rock a visitar a ilha da Madeira. São também pioneiros na edição de Ao Vivo em Almada–No Jogo da Noite (1985), o primeiro disco português do universo rock gravado ao vivo, e são a primeira banda portuguesa de rock a celebrar 40 anos de carreira no activo.

"António Manuel Ribeiro nunca abdica do profissionalismo (...) Sabe o que é preciso juntar para que as pessoas saibam ouvir o 'Grândola Vila Morena' com os ouvidos de hoje: é um homem lúcido, resistente e cuja qualidade poética tem vindo a melhorar de disco para disco."

– Declarações de José Jorge Letria, em 2015, presidente da Sociedade Portuguesa de Autores.
"Na Tua Cama" foi uma inovação na música nacional, segundo a imprensa na época: "Pela primeira vez, um artista lançava uma nova canção fora do espaço radiofónico ou televisivo privilegiando uma plateia de futebol"; um golpe em marketing musical. Em 1996, o jornal Público considerou 69 Stereo o melhor disco de rock do ano. A 19 de setembro de 2009, após a realização de um concerto na rua do Carmo, que contou com as presenças de Renato Gomes e da Tuna Universitária do Instituto Superior Técnico, os UHF foram congratulados pelo presidente da Câmara Municipal de Lisboa com a "Medalha de Mérito da Cidade", pela dedicação a Lisboa através de algumas canções. O tema "Vernáculo (para um homem comum)" totalizou mais de 100 mil visualizações em vídeos disponíveis na internet. Censurado pela rádio, tornou-se um manifesto anti-político. No dia 29 de outubro de 2015, a Sociedade Portuguesa de Autores atribuiu a "Medalha de Honra da SPA" a António M. Ribeiro pelos 37 anos de carreira ininterrupta, e aos restantes elementos, numa cerimónia realizada no auditório Maestro Frederico de Freitas, em Lisboa.

"Hoje, como há 40 anos, António Manuel Ribeiro, mais que o pai do rock em Portugal, continua a determinar a matriz do som elétrico, rouco e potente que molda gerações – feito também de palavras elegantes. Que farão para sempre sentido, então e agora, a quem partilha de agitação."

– A Blitz perpetua o legado dos UHF.
António M. Ribeiro é considerado o pai do rock português e conhecido por utilizar técnicas de spoken word nas canções e poesias improvisadas enquanto a banda continua a tocar, mostrando uma tendência notável para a lírica social e política. Fundou em Portugal o movimento de poesia-rock, vertente que une a fúria e a paixão vivida a cada verso e nota musical. Autor da grande maioria do repertório da banda, é um vocalista icónico, carismático e de timbre vocal único no universo rock. Enfrenta o sistema e os poderosos procurando denunciar os podres da sociedade. É um resistente e um vencedor de várias guerras. Não existe rocker em Portugal que tenha conseguido sobreviver a tantos conflitos, lutas, críticas e mudanças sem abdicar do seu projeto. Para além de músico é autor de vários livros: três de poesia, três em prosa e de uma antologia da banda que lidera. Renato Gomes, primeiro guitarrista dos UHF, foi eleito pela revista Blitz, em 2015, como um dos 30 melhores guitarristas portugueses de todos os tempos. Carlos Peres, primeiro baixista do grupo, é considerado pela crítica musical como um dos melhores baixistas nacionais da sua geração. Em maio de 2020, a revista Blitz escreveu:
40 anos depois são história; eram, então, rock fresco, possante, com letras simples e toada frenética de guitarra, bateria, baixo e voz. Induziram uma simplicidade roca a jovens inquietos que estavam exangues de baladas revolucionárias ou açucaradas. Porque a juventude precisava de soltar os cabelos e deseletrificar o corpo impaciente. Precisava de rock. De Ramones e de Blondie. Precisava dos 'Cavalos de Corrida'.

## Filantropia
Até ao ano de 2015 os UHF totalizaram 240 participações em diversas ações sociais e concertos de beneficência. Com o álbum Este Filme - Amélia Recruta (1990) propuseram oferecer os direitos de venda à Associação dos Deficientes das Forças Armadas mas que gentilmente foi declinado; "Heranças que o Império tece" comentou o vocalista, não surpreendido com a recusa. Em 1995 o single "Por ti e Por Nós Dois", em parceria com a Associação Abraço, foi associado à campanha da luta contra a SIDA. Em 2004 lançaram o disco Podia Ser Natal, com edição limitada a 500 exemplares, e entregaram à Assistência Médica Internacional um euro por cada disco vendido – sendo os 500 euros entregues na totalidade em antecipação ao resultado das vendas – felicitando as nobres causas dessa instituição.
Em julho de 2009 a compilação de rock norte americana da Quickstar Productions convidou os UHF a participarem na edição Rock4Life International - Vol.11 (2009) com o tema "Alguém (que há de chegar)", tornando-se a primeira banda portuguesa a colaborar nessa compilação internacional que se concentra no apoio a causas filantrópicas. Meses depois foram novamente convidados a participarem na nova compilação com o tema "Matas-me Com o Teu Olhar". Em 2017 os UHF fizeram a primeira parte do concerto dos Deep Purple, em Lisboa, e doaram 10% do seu cachet aos Bombeiros Voluntários de Pedrógão Grande, associando-se à causa a favor das vítimas dos incêndios daquela localidade. A 12 de outubro de 2019, participaram num concerto solidário para recolha de donativos a favor dos bombeiros mistos de Amora e Seixal.